# Liste der Baudenkmale in Aurich
Die Liste der Baudenkmale in Aurich enthält die nach dem Niedersächsischen Denkmalschutzgesetz geschützten Baudenkmale in der niedersächsischen Gemeinde Aurich. Die Quelle der Baudenkmale ist der Denkmalatlas Niedersachsen. Der Stand der Liste ist der 6. Januar 2024.

## Allgemein
In den Spalten befinden sich folgende Informationen:
- Lage: die Adresse des Baudenkmales und die geographischen Koordinaten. Kartenansicht, um Koordinaten zu setzen. In der Kartenansicht sind Baudenkmale ohne Koordinaten mit einem roten Marker dargestellt und können in der Karte gesetzt werden. Baudenkmale ohne Bild sind mit einem blauen Marker gekennzeichnet, Baudenkmale mit Bild mit einem grünen Marker.
- Bezeichnung: Bezeichnung des Baudenkmales
- Beschreibung: die Beschreibung des Baudenkmales. Unter § 3 Abs. 2 NDSchG werden Einzeldenkmale und unter § 3 Abs. 3 NDSchG Gruppen baulicher Anlagen und deren Bestandteile ausgewiesen.
- ID: die Objekt-ID des Baudenkmales
- Bild: ein Bild des Baudenkmales, ggf. zusätzlich mit einem Link zu weiteren Fotos des Baudenkmals im Medienarchiv Wikimedia Commons. Wenn man auf das Kamerasymbol klickt, können Fotos zu Baudenkmalen aus dieser Liste hochgeladen werden:

## Aurich

### A
| Lage                                                     | Bezeichnung      | Beschreibung | ID       | Bild           |
| -------------------------------------------------------- | ---------------- | --- | -------- | -------------- |
| Am Ellernfeld 8 53° 27′ 54″ N, 7° 28′ 46″ O              | Teehaus          | 1-geschossiger verputzter Bau unter Walmdach. Portikus mit vier Säulen, Kapitelle mit Voluten. 1803 (C.B. Meyer).                                                                       | 35088657 |                |
| Am Ellernfeld 8 53° 27′ 53″ N, 7° 28′ 46″ O              | Teehaus (Garten) | | 35093234 | BW             |
| Am Tiergarten 38 53° 28′ 57″ N, 7° 28′ 52″ O             | Gulfhaus         | Giebelständiger Rohziegelbau. Wirtschaftsgiebel restauriert, Wohngiebel original erhalten.                                                                                              | 35091283 | BW             |
| (Upstalsboom) Am Upstalsboom 53° 27′ 16″ N, 7° 25′ 52″ O | Thingstätte      | | 35086436 | Weitere Bilder |
| (Upstalsboom) Am Upstalsboom 53° 27′ 15″ N, 7° 25′ 52″ O | Pyramide         | | 35086466 |                |
| Am Wilhelminenholz 1 53° 28′ 25″ N, 7° 27′ 45″ O         | Villa Osterkamp  | Aufwendiger Massivbau unter auskragendem Walmdach. zweigeschossige Eingangssituation auf halbrundem Grundriss. Balkon mit bemaltem Stuck. Ziergiebel mit polygonalem Altanvorbau. 1846. | 35086466 | BW             |
| An der Stiftsmühle 8 53° 28′ 5″ N, 7° 28′ 14″ O          | Villa            | Freistehende 1½-gesch. Backsteinvilla m. hohem Souterrain. Übergiebelter Risalit mit vorgesetzter verglaster Veranda, Wandfeste Innenausstattung erhalten. Um 1900.                     | 35088688 |                |
| An der Stiftsmühle 8 53° 28′ 5″ N, 7° 28′ 13″ O          | Vorgarten        | | 35092847 | BW             |
| An der Stiftsmühle 10 53° 28′ 6″ N, 7° 28′ 13″ O         | Schule           | Putzbau unter ausgebautem Mansarddach, Schaufassade mit Lisenengliederung und mehrfach gesproßten Fenstern. Repräsentative Eingangszone mit Voluten bekrönt. Um 1900.                   | 35088715 |                |

### B
| Lage                                                                | Bezeichnung                          | Beschreibung | ID       | Bild                                                                                      |
| ------------------------------------------------------------------- | ------------------------------------ | --- | -------- | ----------------------------------------------------------------------------------------- |
| Bahnhofstraße 1 53° 28′ 10″ N, 7° 28′ 36″ O                         | „Piquerhof“                          | Zweigeschossiger klassizistischer Bau auf L-förmigem Grundriss. Schaufassade mit Schmuckdekor. Um 1885. Angepasster moderner Anbau auf halbkreisförmigem Grundriss.                                  | 35088741 |                                                                                           |
| (Rahe) Boomweg 26 53° 27′ 1″ N, 7° 27′ 6″ O                         | Schleusenanlage                      | Raher Schleuse (Ems-Jade-Kanal) | 35091210 |                                                                                           |
| (Rahe) Boomweg 26 53° 27′ 0″ N, 7° 27′ 6″ O                         | Wärterhaus                           | | 35093621 | [[Vorlage:Bilderwunsch/code!/C:53.450094,7.45167!/D:(Rahe) Boomweg 26, Wärterhaus!/\|BW]] |
| (Rahe) Boomweg 26 53° 27′ 0″ N, 7° 27′ 4″ O                         | Brücke                               | | 35093314 |                                                                                           |
| Breiter Weg 24 53° 28′ 25″ N, 7° 28′ 41″ O                          | Schlachthof (Wohnhaus)               | Rohziegelbau, traufständig zum Hof, um 1889. Bildet den Abschluss der Anlage. | 35082644 |                                                                                           |
| Breiter Weg 24 53° 28′ 25″ N, 7° 28′ 40″ O                          | Schlachthof (Rinderschlachthalle)    | 2-gesch. Rohziegelbau unter Satteldach, um 1889. | 35082617 | BW                                                                                        |
| Breiter Weg 24 53° 28′ 26″ N, 7° 28′ 41″ O                          | Schlachthof (Kleinviehschlachthalle) | Lagerhalle in Rohziegelbauweise mit 2-geschossigem Anbau. Um 1889 | 35082590 | BW                                                                                        |
| Breiter Weg 24 53° 28′ 26″ N, 7° 28′ 42″ O                          | Schlachthof (Maschinenhaus)          | | 35082563 | BW                                                                                        |
| Breiter Weg 24 53° 28′ 25″ N, 7° 28′ 42″ O                          | Schlachthof (Kühlhaus)               | Verputzter 2-gesch. Bau, an Maschinenhaus angebaut, um 1900. | 35082673 | BW                                                                                        |
| Burgstraße 3 53° 28′ 9″ N, 7° 28′ 55″ O                             | Wohn-/ Geschäftshaus                 | Giebelständiger, vollabgewalmter, 2-gesch. Backsteinbau mit Abschlussgesims, Fassade verputzt, 1. Hälfte 19. Jh.                                                                                     | 35092479 |                                                                                           |
| Burgstraße 7 53° 28′ 9″ N, 7° 28′ 54″ O                             | Wohn-/ Geschäftshaus                 | | 35088771 |                                                                                           |
| Burgstraße 10 53° 28′ 10″ N, 7° 28′ 52″ O                           | Wohn-/ Geschäftshaus                 | | 35088794 |                                                                                           |
| Burgstraße 11 53° 28′ 9″ N, 7° 28′ 53″ O                            | „Hofapotheke“                        | 2-gesch. verputzter Massivbau unter Giebel-Mansarddach. Mehrfach gesproßte Fenster. Um 1800. | 35088817 |                                                                                           |
| Burgstraße 13 53° 28′ 9″ N, 7° 28′ 52″ O                            | Wohn-/ Geschäftshaus                 | 2-gesch. Massivbau unter Walmdach mit Zwerchhäuschen. Im OG3-achsig, im EG alter Ladeneinbau mit Schaufenster und Eingangstür. Um 1820.                                                              | 35088845 |                                                                                           |
| Burgstraße 19 53° 28′ 9″ N, 7° 28′ 51″ O                            | „Haus Everts“                        | 3-gesch. Massivbau, Fassade verputzt. Im EG original erhaltene Ladeneinteilung, um 1850. Im Kern wohl 1731 (1674).                                                                                   | 35088876 |                                                                                           |
| Burgstraße 23 53° 28′ 9″ N, 7° 28′ 50″ O                            | Wohn-/ Geschäftshaus                 | | 35088907 |                                                                                           |
| Burgstraße 23 53° 28′ 9″ N, 7° 28′ 49″ O                            | Tordurchfahrt                        | | 35092871 | BW                                                                                        |
| Burgstraße 25 53° 28′ 9″ N, 7° 28′ 49″ O                            | „Alte Kanzlei“ (ehem. Landratsamt)   | Traufständiger verputzter Bau, 6-achsig mit Einfahrtstor, unter Krüppelwalmdach. Im Kern wohl 1529.                                                                                                  | 35088932 |                                                                                           |
| Burgstraße 33 53° 28′ 9″ N, 7° 28′ 47″ O                            | Wohn-/ Geschäftshaus                 | 2-geschoss. Rohziegelbau mit geschweiftem Schmuckgiebel, an der Ecke zur Hafenstraße gelegen. Im Kern um 1700.                                                                                       | 35088961 |                                                                                           |
| Burgstraße 42 53° 28′ 10″ N, 7° 28′ 44″ O                           | Wohn-/ Geschäftshaus                 | 2-geschossiger Putzbau mit Seitenanbau zum Kirchplatz, 1. H. 19. Jh./ verändert um 1900. | 35082786 |                                                                                           |
| Burgstraße 43 53° 28′ 9″ N, 7° 28′ 43″ O                            | „Conring'sches Haus“                 | Traufständiger Backsteinbau mit übergiebeltem Mittelrisalit, um 1805. | 35082812 |                                                                                           |
| Burgstraße 43 53° 28′ 6″ N, 7° 28′ 45″ O                            | „Conring´scher Garten“               | Landschaftlich gestalteter Hausgarten aus 1. Jahrzehnt 19. Jh. mit Baumbestand, Wegesystem, Bodenmodellierungen und Raumabfolge.                                                                     | 35082845 | BW                                                                                        |
| Burgstraße 44 53° 28′ 10″ N, 7° 28′ 43″ O                           | Wohn-/ Geschäftshaus                 | Giebelständiges, 2-gesch., 3-achsiges Backsteingebäude mit Dachgaube, 1.H. 19. Jh., im Kern älter, in Traufwand datiert 1616.                                                                        | 35092128 |                                                                                           |
| Burgstraße 48 53° 28′ 10″ N, 7° 28′ 41″ O                           | Gasthaus                             | Backsteinbau, giebelständig mit historischen Fassadenelementen. Ursprünglich 1630, Wiederaufbau. | 35088989 |                                                                                           |
| Burgstraße 50 53° 28′ 10″ N, 7° 28′ 41″ O                           | „Zur Börse“                          | Giebelständiger 2-geschossiger Putzbau mit ausgebautem Dach. Alte Fenster erhalten. Älterer Ladeneinbau mit originalem Schaufenster. 1823, im Kern älter (Dachstuhl 16. Jh.).                        | 35089016 |                                                                                           |
| Burgstraße 53° 28′ 9″ N, 7° 28′ 39″ O                               | Toranlage                            | Toranlage, ehem. Am Eingang der Burgstraße im Bereich des ehem. Stadtgrabens aufgestellte Torpfeiler von „1708“, Sandstein. Mehrfach translozierte Eingangspforte des fürstlich Julianenburger Parks |          |                                                                                           |
| Burgstraße 56 53° 28′ 9″ N, 7° 28′ 34″ O                            | „Alte Wache“                         | Traufständiger 2-gesch. Bau mit Eckrisalit im OG, um 1890. 1984 ausgebrannt. Rückwärtiger Anbau, modern erweitert. Im Kern 1-geschoss. ehem. Fürstl. Wachgebäude, 2.H.18.Jh.                         | 35089046 |                                                                                           |
| Bürgermeister-Schwiening-Straße 32 / 34 53° 28′ 12″ N, 7° 28′ 13″ O | Wohnhaus                             | Traufständiger Rohziegelbau, um 1925. | 35082702 |                                                                                           |
| Bürgermeister-Schwiening-Straße 36 / 38 53° 28′ 13″ N, 7° 28′ 13″ O | Wohnhaus                             | Traufständiger Rohziegelbau, um 1925. | 35082733 |                                                                                           |
| Bürgermeister-Schwiening-Straße 40 / 42 53° 28′ 14″ N, 7° 28′ 13″ O | Wohnhaus                             | 2-geschossiger Rohziegelbau mit ausgebautem Dach, um 1925. | 35082760 |                                                                                           |

### E
| Lage                                                         | Bezeichnung               | Beschreibung | ID       | Bild           |
| ------------------------------------------------------------ | ------------------------- | --- | -------- | -------------- |
| Egelser Straße 18 53° 27′ 58″ N, 7° 29′ 49″ O                | Windmühle                 | Mühle (Windmühle). 3-gesch. Galerieholländer. Oktogonaler Unterbau in Rohziegel (Bitumenbehang). OG FW-Verbindung z. Lagergebäude. Galerie, Haube und Windrose vorhanden, Flügel gut erhalten. Um 1884. Gruppe gem. § 3.3 NDSchG; in Gruppe baulicher Anlagen: 35081510 | 35082877 |                |
| Egelser Straße 18 53° 27′ 59″ N, 7° 29′ 49″ O                | Lagergebäude              | Lagerhaus. 2-gesch. giebelständiger Rohziegelbau unter Satteldach. Im 1.OG FW-Verbindung zur Mühle. Korbbogige Fenster, erneuert.1896. Gruppe gem. § 3.3 NDSchG; in Gruppe baulicher Anlagen: 35081510 | 35082903 |                |
| Egelser Straße 65 53° 27′ 58″ N, 7° 30′ 16″ O                | Wohnhaus                  | Traufständiger Rohziegelbau auf T-förmigem Grundriss. Schaufassade mit lebhaften Schmuckelementen, im originalen Zustand erhalten. Veranda an straßenseitiger Traufseite. Baujahr 1908. | 35090868 |                |
| Egelser Straße 65 53° 27′ 58″ N, 7° 30′ 15″ O                | Anbau                     | | 35092922 | BW             |
| (Egels) Egelser Straße 122 53° 28′ 1″ N, 7° 30′ 59″ O        | Gulfhaus                  | Traufständiger Rohziegelbau, z. T. unter reetgedecktem Krüppelwalmdach. Wohnteil mit originalen Schiebefenstern, Wi-Teil mit korbbogigen 6-teiligen Fenstern. Um 1850. | 35090895 |                |
| Emder Straße 53° 28′ 16″ N, 7° 28′ 21″ O                     | Jüdischer Friedhof        | Friedhof mit ca. 353 Grabsteinen ab 2. Hälfte 18. Jh. bis in die 1930er Jahre. Baumbestand und hohe Hecke. Anlage verschlossen. | 35082952 | Weitere Bilder |
| Emder Straße 1 53° 28′ 11″ N, 7° 28′ 26″ O                   | Wohnhaus                  | 2-gesch. verputzter traufständiger Bau unter ausgebautem DG mit Krüppelwalmdach. Allseitig rundbogige Fenster. Um 1850. | 35089075 |                |
| Emder Straße 2 53° 28′ 11″ N, 7° 28′ 26″ O                   | Wohnhaus                  | 2-gesch. Rohziegelbau m. ausgebautem Dach auf Eckgrundstück. Giebel mit polygonalem Altanvorbau, darüber Veranda. Um 1900. | 35089104 |                |
| Emder Straße 3 53° 28′ 12″ N, 7° 28′ 24″ O                   | Polizeigebäude            | Traufständiger 1-gesch. Massivbau mit Spritzputz. Repräsentative Schaufassade mit Eingangsportal, flankiert von 2-gesch. Schmuckgiebel. 1909. | 35089131 |                |
| Eschener Allee 1 53° 28′ 34″ N, 7° 29′ 4″ O                  | Wohnhaus                  | Freistehender traufständiger 1-gesch. Rohziegelbau auf rechteckigem Grundriss unter Walmdach. Dacherker an den Schmalseiten, Zwerchhäuschen an der Schaufassade. Um 1913. | 35089159 |                |
| Eschener Allee 2 53° 28′ 35″ N, 7° 29′ 7″ O                  | Wohnhaus                  | Zweigeschossiger, verputzter Ziegelbau mit Walmdach und roter Ziegeldeckung, freistehend auf großem Gartengrundstück mit altem Baubestand. Kompakter Baukörper durch Altan vor Hauseingang, weitere Anbauten, Erker und Dachgauben abwechslungsreich im Reformstil des frühen 20. Jh. gestaltet. Fassaden über hohen, gequadertem Sockel mit grauem Rauputz, Fenstereinfassungen und Gliederungselemente davon mit weißer Fassung abgesetzt. Bauzeitliche Haustür sowie Fenster mit feiner Sprossengliederung und teils farbiger Verglasung erhalten. Umfangreicher Bestand an bauzeitlicher Raumausstattung erhalten. Um 1910 errichtet.                                                       | 35083005 |                |
| Eschener Allee 2a 53° 28′ 35″ N, 7° 29′ 6″ O                 | Wohnhaus                  | Verputzer Ziegelbau mit Satteldach in spätklassizistischer Architektur. Eineinhalbgeschossiges, traufständiges Wohnhaus straßenseitig mit offenem Terrassenvorbau, seitlich nach Osten zweigeschossiger, giebelständiger Queranbau mit polygonalem Erker im EG. Erker mit rundbogigen Fensteröffnungen mit profilierten Laibungen und Pilastern hervorgehoben, übrige Fensteröffnungen rechteckig und mit schlichter Profilierung und waagerechten Verdachungen im EG. Terrasse mit massiver Brüstung und detailreicher Holzkonstruktion. Um 1900 errichtet. | 35083030 |                |
| Eschener Allee 4 53° 28′ 36″ N, 7° 29′ 5″ O                  | Wohnhaus                  | Putzbau mit Satteldach in spätklassizistischer Architektur. Eineinhalbgeschossiger, traufständiger Bau straßenseitig mit geschlossenem Terrassenvorbau, seitlich nach Westen zweigeschossiger, giebelständiger Queranbau. Rundbogige Fensteröffnungen im EG mit profilierten Laibungen, Brüstungsfeldern, Pilastern mit korinthischen Kapitellen und waagerechten Verdachungen, die übrigen Fensteröffnungen rechteckig und mit schlichter Profilierung. Um 1900 errichtet. | 35083056 |                |
| Eschener Allee 6 53° 28′ 37″ N, 7° 29′ 4″ O                  | Wohnhaus                  | Eingeschossiger, traufständiger Ziegelbau mit Kniestock und flach geneigtem Satteldach in spätklassizistischer Gestaltung. Achssymmetrische Straßenansicht mit sechs Achsen, beide mittleren Achsen als Risalit vorgezogen und mit Zwerchhaus zweigeschossig. Stichbogige Fenster- und Türöffnungen. Ziegelsichtige Fassaden mit roten Ziegeln und Gliederungselementen aus gelben Steinen, zur Straße im EG breite Fenstereinfassungen mit Brüstungsfeldern und waagerechten Verdachungen, Hauseingangstür im östlichen Giebel entsprechend hervorgehoben, ansonsten schlichte Fensteröffnungen. Rückseitige Fassaden teils verändert, Fenster und Dacheindeckung erneuert. Errichtet um 1870. | 51560191 | BW             |
| Eschener Allee 53° 28′ 49″ N, 7° 28′ 54″ O                   | Tiergarten                | ehem. Anlage am Eschener Gehölz. Anfang 17. Jh. als Tiergarten angelegt. Erweitert Anfang 18. Jh.; heute bewaldet. | 35082979 | BW             |
| Eschener Allee 22 53° 28′ 47″ N, 7° 28′ 51″ O                | Wohnhaus                  | Giebelständiger 1-gesch. Bau unter ausgebautem Halbwalmdach in Reeteindeckung. Blockhaus mit achtteiligen Fenstern, z. T. modernisiert. Um 1900 | 35083081 | BW             |
| Esenser Straße 18 53° 28′ 26″ N, 7° 29′ 5″ O                 | Gasthaus                  | 1-gesch. unterkellerter Putzbau unter ausgebautem Dach mit markanten Dachtürmchen. Außermittiger Risalit mit polygonalem Vorbau. Veranda mit originaler Fenstereinteilung. Um 1910. | 35089186 | BW             |
| Esenser Straße 22 53° 28′ 28″ N, 7° 29′ 7″ O                 | Villa                     | 2-gesch. Putzbau mit horizontalem Fugenschnitt. Walmdach,vorkragend auf Holzkonsolen, Schieferdeckung. Mittelrisalit mit Zierkapitellen. Repräsentatives Eingangsportal. 1880. | 35089212 |                |
| Esenser Straße 22 53° 28′ 27″ N, 7° 29′ 7″ O                 | Garten                    | | 35093100 | BW             |
| Esenser Straße 34 53° 28′ 31″ N, 7° 29′ 9″ O                 | Wohnhaus                  | 1-gesch. Putzbau, unterkellert, mit ausgebautem Mansardwalmdach. Schaufassade im EG mit vorgezogenen und abgeschrägten Gebäudeecken. Allseitig original erhaltene Fenster. Um 1910. | 35089241 |                |
| Esenser Straße 42 53° 28′ 35″ N, 7° 29′ 10″ O                | Villa                     | Vom Heimatstil geprägte Villa mit Neurenaissance-Elementen. Backsteinbau mit Putzgliederung unter reizvoller Dachlandschaft. Wandfeste Innenausstattung erhalten. Um 1903. | 35092049 |                |
| Esenser Straße 76 53° 28′ 43″ N, 7° 29′ 17″ O                | Villa                     | 2-geschossiger traufständiger Putzbau unter Walmdach. Schaufassade mit polygonalem Parterre-Erker und Eckturm. Um 1905. Zum Teil originale Fenster mit Jugendstildekor erhalten | 35083135 |                |
| Esenser Straße 78 53° 28′ 43″ N, 7° 29′ 16″ O                | Villa                     | | 35083166 |                |
| Esenser Straße 84 53° 28′ 46″ N, 7° 29′ 19″ O                | Wohnhaus                  | Giebelständig mit Vorbauten an Traufseiten. Fensterrahmungen mit erhabenen Vormauerziegeln. Straßenseitig Veranda-Anbau. Um 1890. | 35089269 |                |
| (Plaggenburg) Esenser Straße 215 53° 30′ 36″ N, 7° 32′ 9″ O  | Kirche                    | Giebelständiger Rohziegelbau auf rechteckigem Grundriss mit polygonaler Apsis am Nord-Giebel. Süd-Giebel mit angebautem Glockenturm und aufgesetztem Pyramiden-Türmchen. Um 1900 | 35091156 | Weitere Bilder |
| (Plaggenburg) Esenser Straße 220 53° 30′ 33″ N, 7° 32′ 6″ O  | Gulfhaus                  | Traufständiger Rohziegelbau unter auskragendem Halbwalmdach mit Ortganggesims. Wi-Teil mit rundbogigen Fenstern, Wohngiebel segmentbogige 8-teilige 2-flügelige Fenster. E. 19. Jh. | 35086383 |                |
| (Plaggenburg) Esenser Straße 220 53° 30′ 32″ N, 7° 32′ 6″ O  | Wohn-/ Wirtschaftsgebäude | Traufständiger Rohziegelbau unter Halbwalmdach, parallel zum Gulfhaus. Wi-Giebel mit zurückgesetztem Einfahrtstor. Wohngiebel segmentbogige 8-teilige 2-flügelige Fenster. E. 19. Jh. | 35086410 |                |
| (Plaggenburg) Esenser Straße 223 53° 30′ 33″ N, 7° 32′ 22″ O | Schule                    | Traufständiger Rohziegelbau auf Doppel-T-Grundriss. Rechter Hausteil 2-gesch. als Klassentrakt unter Krüppelwalm, linker Hausteil als Lehrerwohnung. 1877. | 35091183 |                |
| (Plaggenburg) Esenser Straße 242 53° 30′ 32″ N, 7° 32′ 28″ O | Wohnhaus                  | | 35091997 |                |
| Extumer Loog 1 53° 27′ 57″ N, 7° 26′ 50″ O                   | Schule                    | 1-gesch. langgestreckter Rohziegelbau auf T-förmigem Grundriss. Querbau mit ausgebautem Drempelgeschoss. Um 1905. | 35090954 |                |

### F
| Lage                                               | Bezeichnung | Beschreibung | ID       | Bild |
| -------------------------------------------------- | ----------- | --- | -------- | ---- |
| Fischteichweg 2 53° 28′ 5″ N, 7° 29′ 9″ O          | Wohnhaus    | 2-gesch. traufständiger Putzbau unter Satteldach. Schaufassade mit rundbogigen Fenstern im OG, Giebelseiten z. T. mit zugesetzten Fenstern. Um 1900.    | 35089296 |      |
| Fockenbollwerkstraße 12 53° 28′ 2″ N, 7° 29′ 21″ O | Villa       | | 35089324 |      |
| Friedhofstraße 6 53° 28′ 17″ N, 7° 28′ 48″ O       | Wohnhaus    | Traufständiger 1-gesch. Rohziegelbau m. ausgebautem Krüppelwalmdach. Symmetrische Fassadenteilung mit mittiger Eingangstür und Zwerchhäuschen. Um 1880. | 35089349 |      |
| Friedhofstraße 6 53° 28′ 17″ N, 7° 28′ 48″ O       | Anbau       | | 35092998 | BW   |

### G
| Lage                                                  | Bezeichnung                                   | Beschreibung | ID       | Bild           |
| ----------------------------------------------------- | --------------------------------------------- | --- | -------- | -------------- |
| Georgswall 53° 28′ 6″ N, 7° 28′ 59″ O                 | Grünanlage (Ehem. Hafenanlage)                | Stadtbildprägende Anlage. Heute Gärten mit altem Baumbestand | 35083190 |                |
| Georgswall 1 53° 28′ 4″ N, 7° 28′ 50″ O               | Verwaltungsgebäude                            | Westflügel der Gebäudegruppe Georgswall 1–5. 3-gesch. Backsteinbau mit Ziergiebel unter Satteldach. Mit Nordflügel durch Eckturm verbunden. Erbaut 1898–1901.                                         | 35083299 | Weitere Bilder |
| Georgswall 2 53° 28′ 5″ N, 7° 28′ 50″ O               | „Pingelhus“ (ehem. Hafenwärterhaus)           | Kleiner Rohziegelbau unter Mansarddach, Dachreiter mit Glocke unter Zwiebeldach. Erweiterung beidseitig unter abgeschlepptem Dach. Um 1800.                                                           | 35083272 |                |
| Georgswall 3 53° 28′ 4″ N, 7° 28′ 50″ O               | Verwaltungsgebäude                            | Nordflügel der Gebäudegruppe Georgswall 1–5. 3-gesch. Backsteinbau mit Ziergiebel unter Satteldach. Mit Westflügel durch Eckturm verbunden. Erbaut 1898–1901.                                         | 35083299 | BW             |
| Georgswall 5 53° 28′ 4″ N, 7° 28′ 51″ O               | Verwaltungsgebäude                            | Saalanbau der Gebäudegruppe Georgswall 1–5, 1847 erbaut. | 35083328 |                |
| Georgswall 7 53° 28′ 4″ N, 7° 28′ 53″ O               | Wohn-/ Bürogebäude (Ostfriesische Landschaft) | 2-gesch. traufständiger Backsteinbau mit Eckrisalit unter Satteldach. Baugleich mit Georgswall 9. 1887/88 für höhere Regierungsbeamte des Landschaftskollegiums erbaut.                               | 35083358 |                |
| Georgswall 9 53° 28′ 4″ N, 7° 28′ 54″ O               | Wohn-/ Bürogebäude (Ostfriesische Landschaft) | 2-gesch. traufständiger Backsteinbau mit Eckrisalit unter Satteldach. Baugleich mit Georgswall 7. 1887/88 für höhere Regierungsbeamte des Landschaftskollegiums erbaut.                               | 35083388 |                |
| Georgswall 11 53° 28′ 5″ N, 7° 28′ 55″ O              | St. Ludgerus (Pfarrhaus)                      | | 35083247 |                |
| Georgswall 12 53° 28′ 6″ N, 7° 28′ 54″ O              | Wohnhaus                                      | Traufständiger 1-gesch. Putzbau mit ausgebaute mit Drempelgeschoss, Sockelgeschoss verputzt, Rustikaimitation. Eckrisalit und polygonaler Altanvorbau. Um 1905.                                       | 35089381 |                |
| Georgswall 13 53° 28′ 4″ N, 7° 28′ 56″ O              | St. Ludgerus                                  | Backsteinbau auf rechteckigem Grundriss. Giebelseite mit Glockenturm und Eingangsportal. Saal mit rundbogigen profilierten Bleiglasfenstern. 1849. Erweitert 1903.                                    | 35083417 | Weitere Bilder |
| Georgswall 23 53° 28′ 5″ N, 7° 29′ 5″ O               | Wohnhaus                                      | 2-gesch. Rohziegelbau. Schaufassade mit zweiflügeligen Fenstern in Blockzarge. 1865. | 35089410 |                |
| Georgswall 25 - 29 53° 28′ 6″ N, 7° 29′ 6″ O          | Wohnhaus                                      | 2-gesch. traufständiger Bau mit langgestrecktem Rohziegelanbau unter Satteldächern. „1824“. Stall heute zu Wohnzwecken umgebaut.                                                                      | 35083449 |                |
| Georgswall 31 53° 28′ 6″ N, 7° 29′ 8″ O               | Wohnhaus                                      | | 35083480 |                |
| Graf-Edzard-Straße 7 53° 27′ 55″ N, 7° 29′ 2″ O       | Wohnhaus                                      | 1-gesch. traufständiger Rohziegelbau unter Krüppelwalmdach. 3-achsige Schaufassade mit mehrfach gesproßten Fenstern und Laden. Orig. Dachhäuschen mit geschweifter Verdachung.1925.                   | 35089436 |                |
| Graf-Edzard-Straße 8 53° 27′ 54″ N, 7° 29′ 1″ O       | Villa                                         | Villenartiges Wohnhaus nach anthroposophischen Gesichtspunkten 1929 errichtet. 2-geschossig Putzbau auf zirkelartiger Grundfläche. Im Innern kein rechter Winkel. Wandfeste Innenausstattung erhalten | 35092075 |                |
| Graf-Edzard-Straße 8 53° 27′ 54″ N, 7° 28′ 59″ O      | Garten                                        | | 35093260 | BW             |
| Graf-Enno-Straße 6 53° 28′ 1″ N, 7° 29′ 29″ O         | Doppelhaus                                    | 1-gesch. Rohziegelbau m. hohem Drempelgeschoss unter Krüppel-walmdach. 2-gesch. Mittelrisalit unter Walmdach. Originale Fenstereinteilung. Erschließung über die Giebelseiten. 1906.                  | 35083507 |                |
| Graf-Enno-Straße 8 53° 28′ 0″ N, 7° 29′ 29″ O         | Doppelhaus                                    | Rohziegelbau, Fenster z. T. verändert, um 1906. | 35083533 |                |
| Graf-Enno-Straße 10 53° 28′ 0″ N, 7° 29′ 29″ O        | Doppelhaus                                    | Rohziegelbau, Fenster z. T. verändert, um 1906. | 35083559 |                |
| Graf-Enno-Straße 15 53° 27′ 59″ N, 7° 29′ 32″ O       | Wohnhaus                                      | 1-gesch. traufständiger Rohziegelbau mit Ziegelziersetzung, unterkellert, unter Satteldach. Eckrisalit mit polygonalem Altanvorbau. Allseitig originale Fenstereinteilung. 1913.                      | 35089462 |                |
| Graf-Enno-Straße 26 53° 27′ 55″ N, 7° 29′ 31″ O       | Wohnhaus                                      | | 35083585 |                |
| Graf-Enno-Straße 30 53° 27′ 53″ N, 7° 29′ 31″ O       | Wohnhaus                                      | | 35083643 |                |
| Graf-Enno-Straße 31 53° 27′ 54″ N, 7° 29′ 33″ O       | Wohnhaus                                      | Auf Eckgrundstück gelegener 2-gesch. Rohziegelbau mit zeitgenössischem rückwärtigem Anbau. Schaufassaden mit Putzdekor. Originale Fenster erhalten. 1906.                                             | 35083612 |                |
| Große Mühlenwallstraße 3 53° 28′ 16″ N, 7° 29′ 10″ O  | Wohnhaus                                      | | 35089489 |                |
| Große Mühlenwallstraße 21 53° 28′ 10″ N, 7° 29′ 11″ O | Wohnhaus                                      | 2-gesch., traufständiger, 5-achsiger Backsteinbau, um 1880. | 35092154 |                |
| Große Mühlenwallstraße 23 53° 28′ 9″ N, 7° 29′ 11″ O  | Wohn-/Geschäftshaus                           | 2-gesch. traufständiger Putzbau. Schaufassade mit Vorbauunter mehrfach geschweiften Ziergiebeln. Zurückgesetzter Eingangsanbau traufseitig. Originale Fensterlaibungen. 1910.                         | 35089532 |                |
| Große Mühlenwallstraße 32 53° 28′ 6″ N, 7° 29′ 10″ O  | Wohnhaus                                      | | 35083670 | BW             |

### H
| Lage                                                        | Bezeichnung               | Beschreibung | ID       | Bild |
| ----------------------------------------------------------- | ------------------------- | --- | -------- | --- |
| Hafenstraße 1 53° 28′ 9″ N, 7° 28′ 47″ O                    | „Zur ewigen Lampe“        | Traufständiger geschlämmter Ziegelbau unter Satteldach. Im Kern Mitte 18. Jh.                                                                                             | 35089558 | |
| Hafenstraße 5 53° 28′ 7″ N, 7° 28′ 48″ O                    | Geschäftshaus             | Traufständiger 1-gesch. Bau unter Krüppelwalmdach. Schaufassade verputzt mit horizontalen Fugenschnitten. Um 1850.                                                        | 35089587 | |
| Hafenstraße 6 53° 28′ 8″ N, 7° 28′ 46″ O                    | Wohnhaus                  | | 35083698 | |
| Hafenstraße 7 53° 28′ 6″ N, 7° 28′ 48″ O                    | Geschäftshaus             | 2-gesch. Backsteinbau auf rechteckigem Grundriss unter Mansarddach. Um 1900. Derzeitige Nutzung als Amtsgericht.                                                          | 35089612 | |
| Hafenstraße 8 53° 28′ 7″ N, 7° 28′ 47″ O                    | Geschäftshaus             | Langgestreckter 2-gesch. Rohziegelbau unter Walmdach, um 1850 | 35083723 | |
| Hafenstraße 8 53° 28′ 7″ N, 7° 28′ 46″ O                    | Anbau                     | | 35087616 | BW |
| Hafenstraße 9 53° 28′ 6″ N, 7° 28′ 48″ O                    | Geschäftshaus             | 2-gesch. Rohziegelbau auf quadratischem Grundriss unter Walmdach, um 1800.                                                                                                | 35089640 | |
| Hafenstraße 9 53° 28′ 6″ N, 7° 28′ 49″ O                    | Anbau                     | | 35093389 | BW |
| Hafenstraße 10 53° 28′ 7″ N, 7° 28′ 47″ O                   | Geschäftshaus             | 2-gesch. Putzbau, um 1850. Mit Anbau zur Fußgängerstraße und rückwärtigem umgebautem Stall.                                                                               | 35089669 | |
| Hafenstraße 14 53° 28′ 5″ N, 7° 28′ 47″ O                   | Bürogebäude               | 2-geschossiger Backsteinbau auf Eckgrundstück, datiert 1807, moderne Erweiterungen.                                                                                       | 35089693 | |
| Hafenstraße 20 53° 28′ 2″ N, 7° 28′ 47″ O                   | Wohn-/ Geschäftshaus      | 2-gesch. Rohziegelbau (z. T. verputzt) unter Krüppelwalmdachan der Ecke zur Julianenburger Straße. Allseitig Zuganker, Blockrahmenfenster. 1806 erbaut, 1826 erweitert.   | 35089720 | |
| Hafenstraße 20 53° 28′ 2″ N, 7° 28′ 46″ O                   | Anbau                     | | 35093153 | BW |
| Hafenstraße 20 53° 28′ 3″ N, 7° 28′ 47″ O                   | Garten                    | | 35093541 | BW |
| (Langefeld) Hohehaner Straße 12 53° 32′ 43″ N, 7° 33′ 59″ O | Wohn-/ Wirtschaftsgebäude | Giebelständiger Rohziegelbau. Wi-Giebel mit abgeschlepptem Halbwalmdach über Stallteil. Originale Fenster. 1860. Wohnteil Schiebefenster mit Blockrahmen. Zuganker. 1823. | 35086123 | [[Vorlage:Bilderwunsch/code!/C:53.545277,7.566487!/D:(Langefeld) Hohehaner Straße 12, Wohn-/ Wirtschaftsgebäude!/\|BW]] |
| (Langefeld) Hohehaner Straße 12 53° 32′ 42″ N, 7° 33′ 58″ O | Backhaus                  | Giebelwände in Rohziegel, Traufseiten aus Lehm. Satteldach. Wohl Anfang 19. Jh.                                                                                           | 35086096 | [[Vorlage:Bilderwunsch/code!/C:53.54508,7.566193!/D:(Langefeld) Hohehaner Straße 12, Backhaus!/\|BW]]                   |
| Hoher Wall 53° 28′ 13″ N, 7° 28′ 42″ O                      | Wallanlage                | Wallanlage mit altem Baumbestand und Torpfosten | 35083752 | |

### I
| Lage                                                    | Bezeichnung | Beschreibung | ID       | Bild                                                                                     |
| ------------------------------------------------------- | ----------- | --- | -------- | ---------------------------------------------------------------------------------------- |
| (Egels) Im Hook 2 53° 27′ 56″ N, 7° 31′ 13″ O           | Gulfhaus    | Giebelständiger Rohziegelbau. Wi-Giebel mit korbbogigen mehrfach gesproßten Fenstern. Um 1900. Rückwärtiger Wohnteil nicht eingesehen.                             | 35085988 | [[Vorlage:Bilderwunsch/code!/C:53.465633,7.520355!/D:(Egels) Im Hook 2, Gulfhaus!/\|BW]] |
| (Ogenbargen) Immentunsweg 4 53° 33′ 24″ N, 7° 36′ 29″ O | Gulfhaus    | Traufständiger Rohziegelbau. Wirtschaftsteil mit rundbogigen Gußeisenfenstern, original erhalten. Wohnteil mit korbbogigen Fenstern, teilweise zugesetzt. Um 1910. | 35086332 |                                                                                          |
| (Ogenbargen) Immentunsweg 4 53° 33′ 24″ N, 7° 36′ 28″ O | Scheune     | Rohziegelbau unter Halbwalmdach. Parallel zum Haupthaus, urspr. wohl mit Wohnteil. Wirtschaftsgiebel original erhalten. Um 1850.                                   | 35086358 |                                                                                          |

### J
| Lage                                                 | Bezeichnung          | Beschreibung | ID       | Bild |
| ---------------------------------------------------- | -------------------- | --- | -------- | ---- |
| Julianenburger Straße 7 53° 27′ 59″ N, 7° 28′ 41″ O  | Wohnhaus             | Traufständiger 1-gesch. Massivbau unter Krüppelwalmdach, Mittelrisalit mit Eingangszone. 2-gesch. Veranda-Anbau. Um 1900.        | 35089748 |      |
| Julianenburger Straße 15 53° 27′ 58″ N, 7° 28′ 36″ O | Wohn-/ Geschäftshaus | Traufständiger 1-gesch. Putzbau unter ausladendem Satteldach, Schaufassade mit Zwerchhäuschen, Holzstrebenkonstruktion. Um 1900. | 35089774 |      |
| Julianenburger Straße 21 53° 28′ 1″ N, 7° 28′ 31″ O  | Wohnhaus             | Giebelständiger 1-gesch. Rohziegelbau unter ausgebautem Krüppelwalmdach. Schaufassade mit Altanvorbau.                           | 35089832 |      |
| Julianenburger Straße 25 53° 28′ 4″ N, 7° 28′ 30″ O  | Wohnhaus             | 2-gesch. Rohziegelbau unter Walmdach, um 1830                                                                                    | 35083803 |      |
| Julianenburger Straße 27 53° 28′ 4″ N, 7° 28′ 30″ O  | Wohnhaus             | Giebelständiger Rohziegelbau unter Krüppelwalmdach, 1835                                                                         | 35083831 |      |
| Julianenburger Straße 29 53° 28′ 5″ N, 7° 28′ 30″ O  | Wohnhaus             | Traufständiger Rohziegelbau unter Satteldach mit Zwerchhäuschen. Um 1830.                                                        | 35083856 |      |
| Julianenburger Straße 37 53° 28′ 10″ N, 7° 28′ 27″ O | Wohnhaus             | Traufständiger 1-gesch. Putzbau unter ausgebautem Satteldach. Schaufassade mit Mittelrisalit und reichem Putzdekor. Um 1860.     | 35089858 |      |

### K
| Lage                                                    | Bezeichnung                     | Beschreibung | ID       | Bild |
| ------------------------------------------------------- | ------------------------------- | --- | -------- | ---- |
| Kirchstraße 53° 28′ 10″ N, 7° 28′ 48″ O                 | Glockenturm zur Lamberti-Kirche | Südöstlich der Lamberti-Kirche gelegener massiver, dreigeschossiger Glockenturm, Backsteinbau mit Galerie, oktogonalem Turm sowie Spitzhelm, errichtet im Kern 13. Jahrhundert. Spitzhelm 1682 aufgesetzt. | 35089989 |      |
| Kirchstraße 2 53° 28′ 11″ N, 7° 28′ 49″ O               | Wohnhaus                        | | 35083990 |      |
| Kirchstraße 4 53° 28′ 11″ N, 7° 28′ 49″ O               | Wohnhaus                        | | 35084016 |      |
| Kirchstraße 5 53° 28′ 12″ N, 7° 28′ 48″ O               | „Schiestl-Haus“                 | 2-gesch., 12-achsiger Rohziegelbau unter Vollwalmdach, traufständig zum Hof. Als eingeschossiges Gebäude 1837 errichtet und 1860 aufgestockt.                                                              | 35084043 |      |
| Kirchstraße 6 53° 28′ 11″ N, 7° 28′ 49″ O               | Wohnhaus                        | | 35084070 |      |
| Kirchstraße 8 53° 28′ 12″ N, 7° 28′ 49″ O               | Wohn-/ Geschäftshaus            | 2-gesch. Bau mit Eckrisalit. Schaufassade mit Fensterrahmungen in Buntsandstein. Mansarddach mit Dacherker in profilierter Holzkonstruktion. Um 1901.                                                      | 35090015 |      |
| Kirchstraße 18 53° 28′ 13″ N, 7° 28′ 50″ O              | Pfarrhaus                       | 2-geschossiger Rohziegelbau unter Walmdach mit Einfahrtstor, dat. 1823 | 35084095 |      |
| Kirchstraße 20 53° 28′ 14″ N, 7° 28′ 51″ O              | Kirche                          | Rohziegelbau mit großem Portikus. Säulen zwei Geschosse hoch, 1814 (C.B. Meyer) | 35084128 |      |
| Kirchstraße 22 53° 28′ 14″ N, 7° 28′ 51″ O              | Ehem. Pfarrei                   | 2-geschossiger Rohziegelbau, dat. 1860 | 35084161 |      |
| Kirchstraße 15 53° 28′ 14″ N, 7° 28′ 49″ O              | Geschäftshaus                   | 2-gesch. Putzbau mit Eckrisalit, um 1890. | 35090043 |      |
| Kirchdorfer Straße 12 53° 27′ 57″ N, 7° 28′ 50″ O       | Wohnhaus                        | | 35083881 |      |
| Kirchdorfer Straße 14 53° 27′ 57″ N, 7° 28′ 49″ O       | Wohnhaus                        | 2-gesch. Rohziegelbau mit 1-gesch. Altanvorbau mit Austritt. Fassadengliederung durch Balustraden, Kapitelle mit Voluten und abgeschrägten Gebäudeecken. Fenster erneuert. 1890.                           | 35083907 |      |
| Kirchdorfer Straße 15 53° 27′ 54″ N, 7° 28′ 54″ O       | Wohnhaus                        | Traufständiger 1-gesch. Putzbau unter Mansarddach. Eckrisalitemit hohen 2-gesch. Mansardgiebeldächern. Orig. Fenster. Um 1910.                                                                             | 35089887 |      |
| Kirchdorfer Straße 16 53° 27′ 56″ N, 7° 28′ 50″ O       | Wohnhaus                        | 2-gesch. Rohziegelbau. Schaufassade mit Vorbau u. OG mit Eckquaderung in Lang-Kurzformat. Fenster mit Putzdekor, Fenstereinteilung geringfügig verändert. Zeitgenössische Tür. Um 1890                     | 35083935 |      |
| Kirchdorfer Straße 21 53° 27′ 52″ N, 7° 28′ 56″ O       | Wohn-/ Geschäftshaus            | Markanter Grundriss durch Vor- und Rücksprünge sowie lebhafte Dachlandschaft. Rohziegelbau. Veranda mit Austritt. Um 1905.                                                                                 | 35089915 |      |
| Kirchdorfer Straße 22 / 22a 53° 27′ 54″ N, 7° 28′ 52″ O | Wohnhaus                        | Eckgebäude. Schaufassade mit kleinen polygonalen Vorbauten. Leicht vorgezogene Gebäudeecken auf quadratischen Grundriss unter eigenem abgewalmten Dach. 1907.                                              | 35083963 |      |
| Kirchdorfer Straße 41 53° 27′ 44″ N, 7° 29′ 0″ O        | Wohn-/ Wirtschaftsgebäude       | Kleiner Rohziegelbau unter Krüppelwalmdach auf dem Eckgrundstück einer Hofanlage. Allseitig original erhaltene Fenstereinteilung. Um 1850.                                                                 | 35089941 |      |
| Krähennestergang 1 53° 28′ 18″ N, 7° 28′ 46″ O          | Wohnhaus                        | 1-gesch. Rohziegelbau, schräg auf Eckgrundstück, unter ausgebautem Krüppelwalmdach. 1890. | 35084194 |      |

### L
| Lage                                                          | Bezeichnung                  | Beschreibung | ID       | Bild |
| ------------------------------------------------------------- | ---------------------------- | --- | -------- | --- |
| Lambertshof 2 53° 28′ 11″ N, 7° 28′ 43″ O                     | Wohnhaus                     | Traufständiger 2-gesch. klassizistischer Backsteinbau unter Satteldach. Fenster-/Türeinfassungen Putz/Stuck. Um 1850. | 35084225 | |
| Lambertshof 6 53° 28′ 12″ N, 7° 28′ 44″ O                     | Wohnhaus                     | Giebelständiger Putzbau mit ausgebautem Dach, um 1890. Rückwärtiger Rohziegelanbau um 1900. | 35084298 | |
| Lambertshof 7 53° 28′ 13″ N, 7° 28′ 44″ O                     | Wohnhaus                     | Giebelständiger Putzbau. Schaufassaden mit aufgesetzten kleinen Dreiecksgiebel am Firstende. Um 1850. | 35084323 | |
| Lambertshof 8 53° 28′ 14″ N, 7° 28′ 45″ O                     | Staatshochbauamt             | | 35083777 | |
| Lambertshof 9 53° 28′ 13″ N, 7° 28′ 46″ O                     | Gymnasium                    | Zwei Eingangstüren zwischen Dreiecksgiebel in der Dachzone, 1820. | 35084348 | |
| Lambertshof 10 53° 28′ 13″ N, 7° 28′ 47″ O                    | Wohnhaus                     | 2-geschossiger Bau unter Walmdach. Schiebefenster. Um 1860. | 35084375 | |
| Lambertshof 11 53° 28′ 13″ N, 7° 28′ 47″ O                    | Wohnhaus                     | Giebelständiger Rohziegelbau, um 1880. | 35084400 | |
| Lambertshof 12 53° 28′ 11″ N, 7° 28′ 46″ O                    | Lamberti Kirche              | Am kleinen Kirchplatzes gelegene, klassizistische Saalkirche, Backsteinbau über rechteckigem Grundriss, hohe Rundbogenfenster, Portal westlich, Portikus südlich mit Datierung 1835, Sakristei im Norden und Treppenhaus im Osten, Walmdach, errichtet 1833–35 nach einem Entwurf Bauinspektor Reinhold (Leer) auf Grundlage von Plänen von C.B. Meyers. Innere querorientiert, Flachdecke mit Voute, Emporen, Kreuzigungsaltar des Vorgängerbaus von 1510–15. | 35084425 | Weitere Bilder                                                                                          |
| Lambertshof 12 53° 28′ 11″ N, 7° 28′ 46″ O                    | Lamberti Kirche (Kirchplatz) | Am kleinen Kirchplatzes gelegene, klassizistische Saalkirche, Backsteinbau über rechteckigem Grundriss, hohe Rundbogenfenster, Portal westlich, Portikus südlich mit Datierung 1835, Sakristei im Norden und Treppenhaus im Osten, Walmdach, errichtet 1833–35 nach einem Entwurf Bauinspektor Reinhold (Leer) auf Grundlage von Plänen von C.B. Meyers. Innere querorientiert, Flachdecke mit Voute, Emporen, Kreuzigungsaltar des Vorgängerbaus von 1510–15. | 35087667 | BW |
| (Langefeld) Langefelder Straße 20 53° 32′ 58″ N, 7° 34′ 31″ O | Gulfhaus                     | Giebelständiger Rohziegelbau unter Halbwalmdach. Wi-Teil mit Durchfahrt, rundbogige Fenster. Wohnteil mit Drempelgeschoss, Stockwerkgesimse, korbbogige Fenster mit Verdachungen.1910. | 35091055 | [[Vorlage:Bilderwunsch/code!/C:53.54931,7.575276!/D:(Langefeld) Langefelder Straße 20, Gulfhaus!/\|BW]] |
| (Schirum) Langfeldweg 4 53° 26′ 20″ N, 7° 31′ 15″ O           | Gulfhaus                     | Traufständiger Rohziegelbau unter reetgedecktem Halbwalmdach mit Uhlenloch. Wohnteil originale segmentbogige Fenster. Einfahrtstor im Wi-Giebel ersetzt. Um 1850. | 35091469 | |
| Leerer Landstraße 3 53° 28′ 1″ N, 7° 29′ 11″ O                | Wohn-/ Geschäftshaus         | 2-gesch. klassizistischer Putzbau unter Mansarddach. Schaufassade mit mittiger Eingangstür, darüber im OG Balkonbrüstung mit Balustraden. Um 1847. | 35090091 | |
| Leerer Landstraße 3 53° 28′ 44″ N, 7° 28′ 37″ O               | Anbau                        | | 35093415 | BW |
| Leerer Landstraße 14 53° 28′ 1″ N, 7° 29′ 10″ O               | Wohn-/ Geschäftshaus         | 1-gesch. traufständiger Rohziegelbau mit Souterraingeschoss und 2-gesch. Eckrisalit. Hoher Turm als Eingang unter Pyramidendach. Original erhaltener Stuckdekor. Um 1880 | 35090120 | |
| Lilienstraße 3 53° 28′ 14″ N, 7° 28′ 54″ O                    | Wohnhaus                     | Traufständiger 2-gesch. Rohziegelbau unter Satteldach. 5-achsige Schaufassade mit mittig gelegener korbbogiger Eingangstür. Um 1830. | 35090146 | |
| Lüchtenburger Weg 20 53° 27′ 59″ N, 7° 28′ 59″ O              | Wohn-/ Geschäftshaus         | Traufständiger Rohziegelbau mit Ziegelziersetzung unter Satteldach. Giebel mit auskragendem Dach (Holzstrebenkonstruktion). Originale Fenstereinteilung, zeitgenössische Tür. Um 1900 | 35090173 | |
| Lüchtenburger Weg 30 / 30a 53° 27′ 55″ N, 7° 28′ 50″ O        | Wohnhaus                     | Traufständiger Massivbau mit Rauputz unter hohem Walmdach. Gebäudeecken unter abgewalmtem Dach. Schaufassade mit zwei Erkern auf verputzten Konsolen. 1907. | 35084453 | BW |
| Lüchtenburger Weg 31 / 31a 53° 27′ 54″ N, 7° 28′ 50″ O        | Wohnhaus                     | Traufständiger Massivbau unter hohem Walmdach. Schaufassade mit kleinem Vorbau unter hohem Satteldach. Rückwärtige Gebäudeecken unter hohem Pyramidendach. 1907. | 35084481 | |
| Lüchtenburger Weg 32 53° 27′ 55″ N, 7° 28′ 48″ O              | Wohnhaus                     | Traufständiger Massivbau mit Rankputz unter hohem Walmdach. Gebäudeecken unter abgewalmtem Dach. Schaufassade mit zwei Erkern auf verputzten Konsolen. 1907. | 35084509 | |
| Lüchtenburger Weg 33 / 33a 53° 27′ 54″ N, 7° 28′ 49″ O        | Wohnhaus                     | Schaufassade mit korbbogigen Fenstern. Vorbau nachträglich umgebaut. Halbwalmdach. Rückwärtige Anbauten unter abgewalmtem Dach. 1907. | 35084537 | |
| Lüchtenburger Weg 34 53° 27′ 54″ N, 7° 28′ 48″ O              | ehem. Waschhaus              | Giebelständiger 1-gesch. Massivbau mit Rauputz unter Walmdach. Korbbogige zweiflügelige Fenster mit mehrfach gesprossten Oberlichtern. 1907. | 35084565 | |
| Lüchtenburger Weg 35 / 35a 53° 27′ 54″ N, 7° 28′ 47″ O        | Wohnhaus                     | Je Haushälfte mit kleinem polygonalem Vorbau unter Abschleppung. Gebäudeecken unter eigenen abgewalmten Dächern. Korbbogige Eingangstüren. 1907. | 35084592 | |
| Lützowallee 54 53° 28′ 2″ N, 7° 29′ 12″ O                     | Gut Eschen                   | Traufständiger, weiß geschlämmter 2-gesch. Rohziegelbau mit Mansardwalmdach in Schieferdeckung. Dreiecksgiebel über dem Eingang. Fenster mit Glockenzargen original erhalten. 1850. | 35090199 | |

### M
| Lage                                      | Bezeichnung                      | Beschreibung | ID       | Bild |
| ----------------------------------------- | -------------------------------- | --- | -------- | ---- |
| Marktplatz 4 53° 28′ 9″ N, 7° 28′ 57″ O   | Wohn-/ Geschäftshaus             | Traufenständiger, geschlämmter Backsteinbau, Erker im OG übergesamte Gebäudelänge, 1. H. 19. Jh., im Kern älter.                                                        | 35092255 |      |
| Marktplatz 5 53° 28′ 9″ N, 7° 28′ 58″ O   | Wohn-/ Geschäftshaus             | Giebelständiger, 4-achsiger Backsteinbau, Risalit über gesamte Gebäudebreite mit Profilgesimsen und Konsolen, 1. H. 19. Jh.                                             | 35092280 |      |
| Marktplatz 10 53° 28′ 11″ N, 7° 28′ 58″ O | Geschäftshaus                    | 3-gesch. Putzbau unter ausgebautem Giebelmansarddach. Im 2. OG Balkon von Konsolen getragen. Fassade betont durch mehrfach gesproßte Fenster und Schmuckdekor. Um 1900. | 35090225 |      |
| Marktplatz 23 53° 28′ 13″ N, 7° 28′ 55″ O | Knodt´sches Haus (Altes Rathaus) | 2-gesch. Rohziegelbau auf hohem Sockel unter Mansarddach. Mittig gelegene Eingangstür unter Balkonverdachung. 1735.                                                     | 35090254 |      |
| Marktplatz 28 53° 28′ 12″ N, 7° 28′ 55″ O | ehem. Hotel „Schwarzer Bär“      | | 35090283 |      |

### N
| Lage                                             | Bezeichnung          | Beschreibung | ID                                  | Bild |
| ------------------------------------------------ | -------------------- | --- | ----------------------------------- | ---- |
| Norderstraße 1 53° 28′ 14″ N, 7° 28′ 57″ O       | Wohn-/ Geschäftshaus | Backsteinbau (2-gesch.) mit gliedernden Putzgesimsen und Fensterfaschen, um 1900.                                                                | 35092205                            |      |
| Norderstraße 2 53° 28′ 14″ N, 7° 28′ 58″ O       | Wohn-/ Geschäftshaus | | 35090307                            |      |
| Norderstraße 14 53° 28′ 16″ N, 7° 28′ 59″ O      | Wohn-/ Geschäftshaus | 2-gesch. Backsteinbau, giebelständig, Fassade mit Quaderputz, 1. Hälfte 19. Jh.                                                                  | 35087025                            |      |
| Norderstraße 16 53° 28′ 16″ N, 7° 28′ 59″ O      | Wohn-/ Geschäftshaus | 2-gesch., 3-achsiger Backsteinbau mit Quaderputzfassade, Giebel abgewalmt mit Abschlussgesims, 1. Hälfte des 19. Jh.                             | 35087053                            |      |
| Norderstraße 18 53° 28′ 17″ N, 7° 28′ 59″ O      | Wohn-/ Geschäftshaus | 2-gesch., giebelständiger Backsteinbau aus der 2. Hälfte des 19. Jh., 4-achsige Putzfassade mit Figurennische im OG (Frauenfigur mit Raubvogel). | 35087081                            |      |
| Norderstraße 30 53° 28′ 18″ N, 7° 28′ 59″ O      | Wohn-/ Geschäftshaus | | 49404933                            | BW   |
| Nürnburger Straße 1 53° 28′ 15″ N, 7° 28′ 50″ O  | Wohnhaus             | 2-gesch. Rohziegelbau mit Blockrahmen und Schiebefenstern 1856.                                                                                  | 35084646                            |      |
| Nürnburger Straße 2 53° 28′ 16″ N, 7° 28′ 52″ O  | Wohnhaus             | 2-gesch. Wohnhaus, Straßenfassade verputzt, baugleich mit Nr. 4, erbaut wohl 1856.                                                               | 35087246                            |      |
| Nürnburger Straße 3 53° 28′ 15″ N, 7° 28′ 51″ O  | Wohnhaus             | Klassizistischer Bau mit profilierten rundbogigen Fenstern, um 1880.                                                                             | 35084672                            |      |
| Nürnburger Straße 4 53° 28′ 16″ N, 7° 28′ 52″ O  | Wohnhaus             | 2-gesch., traufständiger Backsteinbau, Fassade verputzt um 1900, datiert 1856.                                                                   | / 35090332/1/-/ 35087218 / 35090332 |      |
| Nürnburger Straße 5 53° 28′ 16″ N, 7° 28′ 51″ O  | Wohnhaus             | 2-gesch. Rohziegelbau, wohl um 1850 | 35084698                            |      |
| Nürnburger Straße 6 53° 28′ 16″ N, 7° 28′ 52″ O  | Wohnhaus             | 1-gesch., traufständiger Backsteinbau, 3 Achsen, mittiges Zwerchhaus, Mitte 19. Jh.                                                              | 35087191                            |      |
| Nürnburger Straße 7 53° 28′ 16″ N, 7° 28′ 51″ O  | Wohnhaus             | 2-gesch. Rohziegelbau, 1856. | 35084724                            |      |
| Nürnburger Straße 8 53° 28′ 16″ N, 7° 28′ 52″ O  | Wohnhaus             | 1-gesch., traufständiges Backsteingebäude, ursprünglich 5 Achsen, mittiges Zwerchhaus, erbaut Mitte 19. Jh.                                      | 35087165                            |      |
| Nürnburger Straße 10 53° 28′ 16″ N, 7° 28′ 52″ O | Wohnhaus             | 4-achsiger, traufständiger, 2-gesch. Backsteinbau, erbaut um 1900.                                                                               | 35087133                            |      |
| Nürnburger Straße 11 53° 28′ 16″ N, 7° 28′ 51″ O | Wohnhaus             | Geschlämmter Rohziegelbau 1875. | 35084775                            |      |
| Nürnburger Straße 12 53° 28′ 17″ N, 7° 28′ 52″ O | Wohnhaus             | Kleines, 2-gesch. traufständiges Backsteingebäude, ursprünglich 3 Achsen, erbaut Mitte 19. Jh.                                                   | 35087107                            |      |
| Nürnburger Straße 15 53° 28′ 17″ N, 7° 28′ 52″ O | Wohnhaus             | Kleiner 1-geschossiger 2-achsiger Putzbau, um 1880.                                                                                              | 35084824                            |      |
| Nürnburger Straße 17 53° 28′ 17″ N, 7° 28′ 52″ O | Wohnhaus             | 2-gesch. Rohziegelbau auf einem Eckgrundstück, 1880.                                                                                             | 35084849                            |      |
| Nürnburger Wall 2 53° 28′ 16″ N, 7° 28′ 50″ O    | Wohnhaus             | Ehemalige Gaststätte „Alter Fritz“, 2-gesch. Putzbau, ursprünglich Backsteinbau, Satteldach, erbaut 1856                                         | 35084875                            |      |

### O
| Lage                                            | Bezeichnung          | Beschreibung | ID       | Bild           |
| ----------------------------------------------- | -------------------- | --- | -------- | -------------- |
| Oldersumer Straße 7 53° 28′ 5″ N, 7° 28′ 26″ O  | Wohnhaus             | Giebelständiger 2-gesch. Rohziegelbau unter Satteldach. Fassade mit Formziegeln geschmückt. 1852.                                                                                               | 35090355 |                |
| Oldersumer Straße 10 53° 28′ 7″ N, 7° 28′ 27″ O | ehem. Lazarett       | Nebengebäude (ehem. Lazarett), Zurückgesetzter traufständiger 1-gesch. Rohziegelbau, um 1840 | 35084948 |                |
| Oldersumer Straße 10 53° 28′ 7″ N, 7° 28′ 28″ O | Vorgarten            | | 35087510 | BW             |
| Oldersumer Straße 13 53° 28′ 5″ N, 7° 28′ 25″ O | Wohnhaus             | 2-gesch. Massivbau mit Risalitvorlagen auf Souterrain-Geschoss. Erbaut 1901 (Berger). Originale wandfeste Innenausstattung mit Treppenhaus, Stuckdecken, Wandfliesen, Kachelöfen etc. erhalten. | 35090383 |                |
| Oldersumer Straße 15 53° 28′ 5″ N, 7° 28′ 24″ O | Wohnhaus             | 2-gesch. Rohziegelbau auf Sockelgeschoss. Eckrisalit mit polygonalem Altan unter Verdachung mit Holzstrebenkonstruktion. Um 1900.                                                               | 35090413 |                |
| Oldersumer Straße 27 53° 28′ 4″ N, 7° 28′ 20″ O | Wohnhaus             | 1-gesch. traufständiger Backsteinbau. Orig. Fenster und Haustür sowie wandfeste Innenausstattung erhalten. Um 1890.                                                                             | 35087376 |                |
| Oldersumer Straße 27 53° 28′ 4″ N, 7° 28′ 20″ O | Vorgarten            | | 35087484 | BW             |
| Oldersumer Straße 28 53° 28′ 4″ N, 7° 28′ 17″ O | Wohnhaus             | Giebelständiger Putzbau mit ausgebautem Dachgeschoss. Schaugiebel mit Putzdekor. Um 1900. Rückwärtiger Anbau in Rohziegelmauerwerk.                                                             | 35085010 |                |
| Oldersumer Straße 28 53° 28′ 5″ N, 7° 28′ 17″ O | Stiftsmühle          | Galerieholländer. 5-gesch. polygonaler Unterbau in Rohziegel-Mauerwerk. Galerie, Flügel und Windrose gut erhalten. 1852(1858 ü). Heute Nutzung als Mühlenfachmuseum.                            | 35085040 | Weitere Bilder |
| Oldersumer Straße 29 53° 28′ 4″ N, 7° 28′ 20″ O | Wohnhaus             | 2-gesch. traufständiger Backsteinbau unter Walmdach. Schaufassaden mit gemusterter Schieferverkleidung. Um 1880 erbaut; ehem. baugleich m. Hs.-Nr.27, um 1900 aufgestockt u. verschiefert.      | 35085068 |                |
| Oldersumer Straße 29 53° 28′ 3″ N, 7° 28′ 20″ O | Anbau                | | 35087559 | BW             |
| Oldersumer Straße 29 53° 28′ 3″ N, 7° 28′ 19″ O | Vorgarten            | | 35088150 | BW             |
| Oldersumer Straße 34 53° 28′ 2″ N, 7° 28′ 15″ O | Wohnhaus             | Giebelständiger Rohziegelbau m. ausgebautem Krüppelwalmdach. Um 1860. | 35090440 |                |
| Oldersumer Straße 34 53° 28′ 3″ N, 7° 28′ 14″ O | Anbau                | | 35090440 | BW             |
| Oldersumer Straße 41 53° 28′ 2″ N, 7° 28′ 15″ O | Wohnhaus             | 2-gesch. Rohziegelbau auf rechteckigem Grundriss. Veranda zur Straße in Holzkonstruktion. Um 1890.                                                                                              | 35090468 |                |
| Oldersumer Straße 41 53° 28′ 1″ N, 7° 28′ 16″ O | Anbau                | | 35093022 | BW             |
| Oldersumer Straße 44 53° 28′ 1″ N, 7° 28′ 10″ O | Wohnhaus             | Giebelständiger Rohziegelbau unter Krüppelwalmdach, traufseitig mit Zwerchhaus. Straßenseitiger Giebel 5-achsig mit Eingangstür. Im EG Hebefenster mit Blockrahmen. 1844.                       | 35090496 |                |
| Oldersumer Straße 48 53° 27′ 59″ N, 7° 28′ 5″ O | ehem. Lehrerseminar  | Dreihüftige Anlage. Vordere Gebäudevorbauten mit abgetrepptem Giebel. Rückwärtiger Anbau in Rohziegelmauerwerk. Errichtet als Seminargebäude, um 1880.                                          | 35090523 |                |
| Osterstraße 11 53° 28′ 10″ N, 7° 29′ 1″ O       | Wohn-/ Geschäftshaus | | 35085101 |                |
| Osterstraße 13 53° 28′ 10″ N, 7° 29′ 1″ O       | Wohn-/ Geschäftshaus | Giebelständiger, 2-gesch. Backsteinbau mit Mansardendach, erbaut Anfang 20. Jh. | 35087349 |                |
| Osterstraße 15 53° 28′ 10″ N, 7° 29′ 2″ O       | Wohn-/ Geschäftshaus | | 35085128 |                |
| Osterstraße 17 53° 28′ 10″ N, 7° 29′ 2″ O       | Wohn-/ Geschäftshaus | | 35085155 |                |
| Osterstraße 19 53° 28′ 10″ N, 7° 29′ 2″ O       | Wohn-/ Geschäftshaus | 2-gesch. Massivbau unter Krüppelwalmdach. Rohziegelbau, Fassade verputzt, Seiten geschlämmt. Um 1820.                                                                                           | 35085182 |                |
| Osterstraße 22 53° 28′ 9″ N, 7° 29′ 4″ O        | Wohn-/ Geschäftshaus | 2-gesch. Rohziegelbau unter auskragendem Krüppelw almdach aufprofilierten Konsolen. Eckbetonung in lang-kurz-formatiger Rustikaimitation. 1851.                                                 | 35090580 |                |
| Osterstraße 23 53° 28′ 10″ N, 7° 29′ 3″ O       | Wohn-/ Geschäftshaus | | 35085211 |                |
| Osterstraße 26 53° 28′ 9″ N, 7° 29′ 5″ O        | Wohn-/ Geschäftshaus | 2-gesch. Rohziegelbau. Im EG Ladeneinbau mit verputzter Fassade. OG mit originalen Schiebefenstern, um 1820.                                                                                    | 35090606 |                |
| Osterstraße 26 53° 28′ 9″ N, 7° 29′ 5″ O        | Packhaus             | 3-gesch. Speicher mit Zwerchhaus, 3 Ladeluken, Kranvorrichtung, Backsteinbau Ende 19. Jh. mit südl. 1-gesch. Anbau.                                                                             | 35092405 | BW             |
| Osterstraße 32 53° 28′ 9″ N, 7° 29′ 6″ O        | Wohn-/ Geschäftshaus | 2-gesch. Rohziegelbau, Fassade verputzt, unter Krüppelwalmdach auf Eckgrundstück. EG Ladeneinbau. Mitte 19. Jh.                                                                                 | 35090632 |                |
| Osterstraße 37 53° 28′ 10″ N, 7° 29′ 7″ O       | Wohn-/ Geschäftshaus | Giebelständiger 2-gesch. Massivbau. Giebelseite ab OG. mit abgesetztem Putz in Fugenschnitt. EG Ladeneinbau. Um 1890                                                                            | 35090659 |                |
| Osterstraße 39 53° 28′ 10″ N, 7° 29′ 8″ O       | Wohn-/ Geschäftshaus | 1-gesch. Backsteinbau, Straßengiebel abgewalmt, älterer Kern mit Resten von Wandständern und einzapften Backen, Umbau 1. Hälfte 19. Jh.                                                         | 35092429 |                |
| Osterstraße 40 53° 28′ 9″ N, 7° 29′ 7″ O        | Wohn-/ Geschäftshaus | Giebelständiger Rohziegelbau auf Eckgrundstück. Schaufassade verputzt. Ende 19. Jh. | 35090686 |                |
| Osterstraße 41 53° 28′ 10″ N, 7° 29′ 8″ O       | Wohn-/ Geschäftshaus | | 35090712 |                |
| Osterstraße 44 53° 28′ 9″ N, 7° 29′ 8″ O        | Wohn-/ Geschäftshaus | 2-gesch. Backsteinbau, Abschlussgesims zur Osterstr., erbaut Mitte 19. Jh., rückwärtiger Giebel mit Sandsteinaufsatz und -voluten, Fassade durch Riemchen beeinträchtigt.                       | 35092453 | BW             |

### R
| Lage                                      | Bezeichnung | Beschreibung | ID       | Bild |
| ----------------------------------------- | ----------- | ------------ | -------- | ---- |
| Reilstraße 16 53° 27′ 54″ N, 7° 28′ 18″ O | Wohnhaus    |              | 35090735 |      |

### S
| Lage                                                      | Bezeichnung                        | Beschreibung | ID       | Bild           |
| --------------------------------------------------------- | ---------------------------------- | --- | -------- | -------------- |
| Schloßplatz 53° 28′ 8″ N, 7° 28′ 39″ O                    | Kriegerdenkmal                     | 1877 errichtet für die gefallenen des Deutsch-Franz. Krieges 1870/71 vom Denkmalkomitee in neugotischem Stil aus Bentheimer Sandstein. Entwurf: Wegebauinspektor Albrecht/Bildhauer: Müller, Emden          | 35085313 |                |
| Schloßplatz 1 53° 28′ 2″ N, 7° 28′ 40″ O                  | sog. „Schlösschen“                 | 2-gesch. Putzbau auf unregelmäßigem Grundriss unter Walmdach. Giebelseitige Parterre-Erker, Risalite mit Volutengiebeln, Dachhäuschen. 1885–86 für den ersten Reg.-Präsidenten erbaut, bis 1974 so genutzt. | 35085336 |                |
| Schloßplatz 2 53° 28′ 2″ N, 7° 28′ 40″ O                  | Amtsgericht                        | 2-gesch. Putzbau auf U-förmigem Grundriss unter Walmdach. Kerngebäude von 1713, Nordflügel 1885, Seitenflügel 1953, SW-Anbau 2008. DG-Ausbauten 1996/97.                                                    | 35085336 |                |
| Schloßplatz 2 53° 28′ 2″ N, 7° 28′ 40″ O                  | Remise                             | 1-gesch. Bau auf L-förmigem Grundriss. | 35085336 |                |
| Schloßplatz 3 53° 28′ 4″ N, 7° 28′ 40″ O                  | Verwaltungsgebäude und Landgericht | Vierflügel-Anlage im Tudorstil mit Innenhof auf Rechteckgrundriss. Erbaut 1852–55. (1852) auf Grundmauern der alten Averborg (erbaut 1448, abgebrochen 1852) von Georg V., Arch.: E. H. Blohm.              | 35085410 | Weitere Bilder |
| Schloßplatz 4 53° 28′ 7″ N, 7° 28′ 42″ O                  | Verwaltungsgebäude                 | 2-gesch. Rohziegelbau auf L-förmigem Grundriss unter Walmdach. | 35085436 |                |
| Schloßplatz 5 53° 28′ 6″ N, 7° 28′ 37″ O                  | „Neue Kanzlei“ / Behördenhaus      | Dominanter Rohziegelbau mit Schaufassade zum Hof (Säulen/Arkaden/schmiedeeiserner Balkon). Erbaut 1588 als Marstall, 1731/32 aufgestockt und umgestaltet (Arch.: A. H. Horst); später Kasernennutzung.      | 35085459 | Weitere Bilder |
| Schloßplatz 6 53° 28′ 6″ N, 7° 28′ 33″ O                  | Justizvollzugsanstalt              | Im Kern traufständiger 2-gesch.symmetrischer Ziegelbau mit mittigem Portal und Kellergewölbe, wohl noch 18. Jh. Drittes Geschoss später aufgesetzt (verbrettert?) unter Walmdach.                           | 35085485 |                |
| Schloßplatz 8 53° 28′ 6″ N, 7° 28′ 35″ O                  | Justizvollzugsanstalt              | Giebelständiger 3-gesch. 3-achsiger Backsteinbau mit Ziegelgliederung unter Walmdach. Um 1900. Rückwärtig flacher Verbindungstrakt zum 3-gesch. Neubau unter Walmdach (Staatsanwaltschaft)                  | 35085510 | BW             |
| Schmiedestraße 10 53° 28′ 5″ N, 7° 29′ 24″ O              | Wohnhaus                           | | 45735060 | BW             |
| (Egels) Schoolpad 11 53° 27′ 56″ N, 7° 31′ 12″ O          | Gulfhaus                           | Giebelständiger Rohziegelbau unter Krüppelwalmdach, z. T. mit Reetdeckung. Wi-Giebel mit korbbogigen mehrfach gesproßten Fenstern. Wohngiebel mit original erhaltenen Fenstern. Baujahr 1886.               | 35086014 |                |
| Sedanstraße 7 53° 27′ 48″ N, 7° 28′ 51″ O                 | Wohnhaus                           | Giebelständiger 1-gesch. Putzbau unter Satteldach. Giebelseite mit polygonalem Vorbau im EG. Um 1910. | 35090763 |                |
| Sedanstraße 9 53° 27′ 47″ N, 7° 28′ 49″ O                 | Wohnhaus                           | Eingeschossiger Putzbau unter Mansarddach mit Schopf. Dachhäuschen von Schleppgauben flankiert. Schaufassade mit Eingangszone und Austritt. Um 1900.                                                        | 35090791 |                |
| Skagerrakstraße 1-3 53° 28′ 48″ N, 7° 29′ 22″ O           | Blücher-Kaserne                    | Rohziegelbauten. Soldatenunterkünfte mit Verwaltungsbauten sowie Wohnhäusern außerhalb des Schlagbaumes. Neubauten als Bestandteile. Anlage um 1938.                                                        | 48837740 |                |
| Skagerrakstraße 2 53° 28′ 50″ N, 7° 29′ 24″ O             | Blücher-Kaserne                    | | 48837711 | BW             |
| Skagerrakstraße 4 53° 28′ 49″ N, 7° 29′ 26″ O             | Blücher-Kaserne                    | | 48837643 | BW             |
| Skagerrakstraße 5-7 53° 28′ 47″ N, 7° 29′ 24″ O           | Blücher-Kaserne                    | | 48837767 | BW             |
| Skagerrakstraße 6-8 53° 28′ 49″ N, 7° 29′ 28″ O           | Blücher-Kaserne                    | | 48837585 | BW             |
| Skagerrakstraße 9 53° 28′ 47″ N, 7° 29′ 26″ O             | Blücher-Kaserne                    | | 48835454 | BW             |
| Skagerrakstraße 53° 28′ 45″ N, 7° 29′ 27″ O               | Blücher-Kaserne                    | | 48835506 | BW             |
| Skagerrakstraße 53° 28′ 45″ N, 7° 29′ 31″ O               | Blücher-Kaserne                    | | 48834779 | BW             |
| Skagerrakstraße 53° 28′ 42″ N, 7° 29′ 41″ O               | Blücher-Kaserne                    | | 35083106 | BW             |
| Skagerrakstraße 53° 28′ 41″ N, 7° 29′ 53″ O               | Blücher-Kaserne                    | | 48684408 | BW             |
| Skagerrakstraße 53° 28′ 45″ N, 7° 29′ 54″ O               | Blücher-Kaserne                    | | 48684249 | BW             |
| Skagerrakstraße 53° 28′ 48″ N, 7° 29′ 53″ O               | Blücher-Kaserne                    | | 48840617 | BW             |
| Skagerrakstraße 53° 28′ 47″ N, 7° 29′ 47″ O               | Blücher-Kaserne                    | | 48684190 | BW             |
| Skagerrakstraße 53° 28′ 47″ N, 7° 29′ 42″ O               | Blücher-Kaserne                    | | 48684166 | BW             |
| Skagerrakstraße 53° 28′ 48″ N, 7° 29′ 38″ O               | Blücher-Kaserne                    | | 48684076 | BW             |
| Skagerrakstraße 53° 28′ 48″ N, 7° 29′ 33″ O               | Blücher-Kaserne                    | | 48684609 | BW             |
| Skagerrakstraße 53° 28′ 52″ N, 7° 29′ 56″ O               | Blücher-Kaserne                    | | 48684909 | BW             |
| (Schirum) Stiegelhörner Weg 11 53° 26′ 7″ N, 7° 30′ 26″ O | Wohn-/ Wirtschaftsgebäude          | Ständerwerk aus dem 17. Jh., Umbau als Wohnhaus im Jahr 1880, Restaurierung 2016. | 35091524 |                |

### V
| Lage                                               | Bezeichnung                       | Beschreibung | ID       | Bild           |
| -------------------------------------------------- | --------------------------------- | --- | -------- | -------------- |
| von-Jhering-Straße 15 53° 28′ 15″ N, 7° 28′ 36″ O  | Schule                            | Langgestreckter weit zurückgesetzter Bau aus mehreren Bauabschnitten. Um 1900, erweitert wohl Anfang 20. Jh, Modern errichtete Bauten als Bestandteil.                                        | 35085633 |                |
| von-Jhering-Straße 15 53° 28′ 15″ N, 7° 28′ 37″ O  | Kriegerdenkmal                    | Kleiner runder Bau aus Buntsandstein mit Inschriftentafel (Kupfer) zu Ehren der Gefallenen der beiden Weltkriege auf quadratischem Sandsteinsockel.                                           | 35085607 |                |
| von-Jhering-Straße 15a 53° 28′ 16″ N, 7° 28′ 31″ O | Kreisbahnhof (Empfangsgebäude)    | 2-gesch. repräsentativer Putz-/FW-Bau mit Erkern, Türmchen und Anbauten. 1898 als Kreisbahnhof gegenüber dem Bundesbahn- bzw. Staatsbahnhof Aurich gebaut. Umnutzung als Wohn-/Geschäftshaus. | 35090818 |                |
| von-Jhering-Straße 15a 53° 28′ 16″ N, 7° 28′ 30″ O | Kreisbahnhof (Güterschuppenanbau) | | 35093285 | BW             |
| von-Jhering-Straße 17 53° 28′ 15″ N, 7° 28′ 39″ O  | Staatsarchiv                      | Freistehender 2-gesch. Massivbau mit Putz-/Ziegelfassaden. Eingangsportal auf der straßenseitigen Fassade. Um 1900.                                                                           | 35085660 |                |
| von-Jhering-Straße 19 53° 28′ 16″ N, 7° 28′ 42″ O  | Torhaus                           | Traufständiger Rohziegelbau mit rundbogiger Zufahrt. 1805. Als Doppelwohnhaus genutzt. | 35085688 |                |
| von-Jhering-Straße 19 53° 28′ 18″ N, 7° 28′ 35″ O  | Friedhof                          | Typische Friedhofsgestaltung der 2. Hälfte des 19. Jh. mit zweireihiger Lindenallee als Gliederungs- und Erschließungs-achse sowie Kopf-an-Fuß-Belegung.                                      | 35085742 | BW             |
| von-Jhering-Straße 19 53° 28′ 20″ N, 7° 28′ 27″ O  | Friedhof (Allee)                  | | 35085714 | BW             |
| von-Jhering-Straße 19 53° 28′ 20″ N, 7° 28′ 29″ O  | Friedhof (Mausoleum)              | Mausoleum der Ostfriesischen Fürsten. 2-gesch. Zentralbau auf zehnschenkligem Grundriss in Ziegelmauerwerk unter verschiefertem Pyramidendach. 1875/76. Prunksärge des 17./18. Jh.            | 35085771 | Weitere Bilder |
| von-Jhering-Straße 23 53° 28′ 17″ N, 7° 28′ 45″ O  | Wohnhaus                          | Traufständiger 1-gesch. Putzbau auf L-förmigem Grundriss unter Giebelmansarddach. Symmetrische Fassade mit mittiger Eingangstür, darüber Zwerchhäuschen. Um 1860.                             | 35085799 |                |
| von-Jhering-Straße 33 53° 28′ 20″ N, 7° 28′ 53″ O  | Europahaus                        | Traufständiger 2-gesch. Rohziegelbau. Straßenseitig 5 Achsen mit mittiger Eingangstür. Schiebefenster mit Blockzarge. Um 1850.                                                                | 35087590 |                |
| von-Jhering-Straße 33 53° 28′ 20″ N, 7° 28′ 52″ O  | Europahaus (Anbau)                | | 35085828 | BW             |
| von-Jhering-Straße 35 53° 28′ 21″ N, 7° 28′ 53″ O  | Wohnhaus                          | Traufständiger 1-gesch. Rohziegelbau unter Satteldach. Straßenseitig 5 Achsen mit mittiger Eingangstür. Schiebefenster. Um 1850.                                                              | 35091893 |                |

### W
| Lage                                                        | Bezeichnung                | Beschreibung | ID       | Bild           |
| ----------------------------------------------------------- | -------------------------- | --- | -------- | -------------- |
| Wallinghausener Straße 16 53° 28′ 8″ N, 7° 30′ 5″ O         | Wohn-/ Wirtschaftsgebäude  | | 35091893 | BW             |
| Wallstraße 18 53° 28′ 12″ N, 7° 29′ 6″ O                    | Speicher                   | | 35091975 |                |
| Wasserwerksweg 10 53° 28′ 41″ N, 7° 29′ 23″ O               | Wasserwerk (Maschinenhaus) | Traufständiger Massivbau unter Halbwalmdach. Schaufassade mit 7 Achsen und vorgezogenem 3-achsigen Mittelteil untergeschweiftem Giebelabschluss mit Wappen. Erker. 1911.             | 35085881 |                |
| Wasserwerksweg 14 53° 28′ 40″ N, 7° 29′ 25″ O               | Wasserwerk (Wasserturm)    | Rohziegelbau auf kreisförmigen Grundriss, 5-gesch. mit Aufsatz unter Zwiebeldach. Turmverjüngung bis zum 5. OG, dann auf mehrschenkligem Grundriss auskragend. Um 1910.              | 35085933 | Weitere Bilder |
| Wasserwerksweg 16 53° 28′ 41″ N, 7° 29′ 26″ O               | Wasserwerk (Wohnhaus)      | 1-gesch. Putzbau mit Rohziegelgliederung unter Walmdach. Ostseite mit Anbau unter Krüppelwalmdach. Rückwärtig 1-gesch. Anbau. Um 1910.                                               | 35085933 | BW             |
| (Kirchdorf) Westerfelder Straße 53° 27′ 25″ N, 7° 28′ 54″ O | Kriegerdenkmal             | Kleiner Ziergarten auf trapezförmigem Grundriss mit altem Baumbestand. Postament aus Findlingen, Säulen und Gebälk aus Sandstein. 5 Inschriftentafeln (Granit) für beide Weltkriege. | 35091006 |                |
| (Kirchdorf) Westgaster Weg 53° 27′ 43″ N, 7° 28′ 35″ O      | Brücke                     | Stahlbrücke. 2-teilig mit fahrbaren Holzbohlen auf vermauerter Auflage, fester Teil auf Stahlstützen ruhend. Manuelle Betätigung. Anfang 20. Jh.                                     | 35091029 |                |

### Z
| Lage                                        | Bezeichnung | Beschreibung | ID       | Bild |
| ------------------------------------------- | ----------- | --- | -------- | ---- |
| Zingelstraße 4 53° 28′ 20″ N, 7° 29′ 8″ O   | Wohnhaus    | Giebelständiger Backsteinbau, 4 Achsen, seitliche Haustür, Ziergesimse, Brüstungsfelder mit Putzdekor, um 1880.     | 35092330 |      |
| Zingelstraße 20 53° 28′ 13″ N, 7° 29′ 12″ O | Wohnhaus    | Traufenständiges, 5-achsiges Backsteingebäude, 1-gesch. mit Zwerchhaus über mittigen Eingang, um 1880.              | 35092380 |      |
| Zingelstraße 22 53° 28′ 12″ N, 7° 29′ 12″ O | Wohnhaus    | Quadratischer Backsteinbau von 1796, 1-gesch. mit halbtiefem Keller, Sandsteintreppe, Garten mit altem Baumbestand. | 35087301 |      |
| Zingelstraße 22 53° 28′ 12″ N, 7° 29′ 14″ O | Gartenhaus  | Quadratischer Backsteinbau von 1796, 1-gesch. mit halbtiefem Keller, Sandsteintreppe, Garten mit altem Baumbestand. | 35087272 | BW   |

## Haxtum
| Lage                                              | Bezeichnung      | Beschreibung                                                                                                | ID       | Bild           |
| ------------------------------------------------- | ---------------- | --- | -------- | -------------- |
| Grüner Weg 24 53° 27′ 46″ N, 7° 28′ 18″ O         | Wohnhaus         | Elisenhof. Freistehender zweigeschossiger Rohziegelbau unter Walmdach. Mehrfachgesprosste Fenster. Um 1830. | 35090980 |                |
| Oldersumer Straße 139 53° 27′ 34″ N, 7° 27′ 18″ O | Windmühle        | | 35086042 | Weitere Bilder |
| Oldersumer Straße 139 53° 27′ 35″ N, 7° 27′ 18″ O | Wirtschaftsanbau | | 35087434 | BW             |
| Oldersumer Straße 139 53° 27′ 33″ N, 7° 27′ 19″ O | Wohnhaus         | | 35086069 |                |
| Oldersumer Straße 139 53° 27′ 33″ N, 7° 27′ 18″ O | Scheunenanbau    | | 35087535 | BW             |

## Middels
| Lage                                                                    | Bezeichnung    | Beschreibung | ID       | Bild           |
| ----------------------------------------------------------------------- | -------------- | --- | -------- | -------------- |
| (Middels-Westerloog) Hoheluchter Straße 2 53° 31′ 59″ N, 7° 36′ 17″ O   | Gulfhaus       | Hinter platzartigem Grundstück gelegener Rohziegelbau unter Halbwalmdach. Wi-Giebel segmentbogige Fenster. Wohnteil segmentbogige Fenster mit Gesimsverdachung. 1885.             | 35091128 |                |
| Ogenbarger Kirchstraße 10 53° 32′ 13″ N, 7° 37′ 15″ O                   | Kriegerdenkmal | Ehrenmal 1914/18, erweitert 1939/45. Mahnmal in Obeliskenformmit Adler. Inschriftentafel (Granit) mit Namen der Gefallenen in Bruchsteinmauerwerk.                                | 35091082 |                |
| Ogenbarger Kirchstraße 10 53° 32′ 12″ N, 7° 37′ 16″ O                   | Baumbestand    | | 35093466 | BW             |
| Ogenbarger Kirchstraße 11 53° 30′ 43″ N, 7° 28′ 17″ O                   | Kirche         | Rechteckiger Granitquaderbau unter Satteldach mit polygonaler Ostapsis unter abgewalmtem Dach. Westgiebel mit nachträglich angebautem Eingang.                                    | 35086173 | Weitere Bilder |
| Ogenbarger Kirchstraße 11 53° 30′ 43″ N, 7° 28′ 17″ O                   | Glockenturm    | Freistehender wuchtiger Turm in Rohziegel auf quadratischem Grundriss unter Pyramidendach. Um 1200.                                                                               | 35086199 |                |
| Ogenbarger Kirchstraße 11 53° 32′ 12″ N, 7° 37′ 20″ O                   | Kirchhof       | Freistehender wuchtiger Turm in Rohziegel auf quadratischem Grundriss unter Pyramidendach. Um 1200.                                                                               | 35087692 |                |
| (Middels-Westerloog) Westerlooger Straße 8 53° 32′ 10″ N, 7° 35′ 50″ O  | ehem. Molkerei | Traufständiger, eingeschossiger Massivbau unter ausgebautem Mansarddach mit Schopfwalm. Giebelseite mit nachträglich angebautem Eingangsbereich. Fenster z. T. erneuert. Um 1910. | 35086278 |                |
| (Middels-Westerloog) Westerlooger Straße 10 53° 32′ 10″ N, 7° 35′ 50″ O | Schornstein    | Freistehender Rohziegelbau auf kreisförmigem Grundriss, z.Zt.mit konischem Aufsatz in Rohziegel, freistehend, um 1910.                                                            | 35086305 |                |

## Popens
| Lage                                                           | Bezeichnung               | Beschreibung | ID       | Bild |
| -------------------------------------------------------------- | ------------------------- | ------------ | -------- | ---- |
| Popenser Straße 161 / Schoolpad 64 53° 27′ 30″ N, 7° 30′ 35″ O | Wohn-/ Wirtschaftsgebäude |              | 35085238 |      |
| Popenser Straße 162 53° 27′ 29″ N, 7° 30′ 34″ O                | Wohnhaus                  |              | 35085262 | BW   |
| Schirumer Weg 2 53° 27′ 29″ N, 7° 30′ 37″ O                    | Wohnhaus                  |              | 35085286 |      |
| Schoolpad 55 53° 27′ 32″ N, 7° 30′ 39″ O                       | Wohn-/ Wirtschaftsgebäude |              | 35085535 |      |
| Schoolpad 58 53° 27′ 33″ N, 7° 30′ 39″ O                       | Wohnhaus                  |              | 35085559 |      |
| Schoolpad 62 53° 27′ 31″ N, 7° 30′ 37″ O                       | Wohn-/ Wirtschaftsgebäude |              | 35085583 |      |

## Sandhorst
| Lage                                                  | Bezeichnung                 | Beschreibung | ID       | Bild |
| ----------------------------------------------------- | --------------------------- | --- | -------- | ---- |
| Am Schlingholz 2 53° 29′ 27″ N, 7° 29′ 48″ O          | Gulfhaus (Sandhorster Krug) | Traufständig, mit erneuerten Hebefenstern, unter reetgedecktem Krüppelwalmdach. 1829.                                                                                           | 35086531 |      |
| Am Schlingholz 2 53° 29′ 26″ N, 7° 29′ 49″ O          | (Sandhorster Krug) Garten   | | 35087770 | BW   |
| Bahnstraße 1 53° 29′ 25″ N, 7° 29′ 47″ O              | Wohnhaus                    | Rohziegelbau unter Krüppelwalmdach. Korbbogige Fenster mehrfach gesprosst. Um 1874. Urspr. Wohnhaus zum Sandhorster Krug (Am Schlingholz 2).                                    | 35086561 |      |
| Dimmtweg 11 53° 29′ 42″ N, 7° 29′ 5″ O                | Gulfhaus                    | Rohziegelbau unter reetgedecktem Halbwalmdach mit Uhlenloch. Äußere Wände restauriert. Wi-Giebel mit korbbogigen Fenstern, Wohngiebel mit 8-teiligen Fenstern. 1800. 1913.      | 35091312 |      |
| Eschener Grashausstraße 2 53° 29′ 23″ N, 7° 29′ 44″ O | Gulfhaus                    | Giebelständiger Bau mit original erhaltenen Fenstern. Schaufassade betont durch abgesetzte Fensterrahmungen. Um 1900. Moderne Erweiterung an rückwärtiger Giebelseite.          | 35091738 | BW   |
| Esenser Straße 153 53° 29′ 21″ N, 7° 28′ 11″ O        | Wohnhaus                    | | 35091366 | BW   |
| Esenser Straße 190a 53° 30′ 12″ N, 7° 30′ 48″ O       | Windmühle                   | Freistehende Holländermühle mit 2-gesch. oktogonalem Unterbau in Rohziegelmauerwerk. Schaft oktogonal mit Reetbehang. Z. Zt. ohne Flügel und Haube. 1908.                       | 35091339 |      |
| Esenser Straße 190a 53° 30′ 12″ N, 7° 30′ 48″ O       | Anbau                       | | 35093515 | BW   |
| Landratsholz 2 53° 29′ 27″ N, 7° 29′ 39″ O            | Wohnhaus                    | Traufständiger freistehender 2-gesch. Bau unter Krüppelwalmdach in Schieferdeckung. Überdachter Eingang mit schmiedeeisernem Balkongeländer, von Holzstützen getragen. Um 1871. | 35091416 |      |
| Sandhorster Loog 23 53° 29′ 21″ N, 7° 29′ 42″ O       | Gulfhaus                    | Rohziegelbau unter Krüppelwalmdach. Wohn- sowie Wirtschaftsteil mit originalen korbbogigen Fenstern. Um 1880.                                                                   | 35091442 | BW   |

## Spekendorf
| Lage                                               | Bezeichnung               | Beschreibung | ID       | Bild |
| -------------------------------------------------- | ------------------------- | --- | -------- | ---- |
| Spekendorfer Straße 39 53° 31′ 3″ N, 7° 37′ 26″ O  | Scheune                   | Lehmbau unter Satteldach in Ziegeldeckung mit Docken. Ständerwerk original erhalten. Um 1870.                                                                                 | 35091546 |      |
| Spekendorfer Straße 41 53° 31′ 2″ N, 7° 37′ 32″ O  | Schule                    | Traufständiger 1-gesch. Rohziegelbau m. 2-gesch. Mittelrisalit. Gliederung durch Lisenengesims im Drempel und Fensterverdachungen. Eingangstür und Fenster original. Um 1900. | 35091572 |      |
| Spekendorfer Straße 41 53° 31′ 2″ N, 7° 37′ 32″ O  | Anbau                     | | 35092972 | BW   |
| Westerlooger Straße 86 53° 31′ 16″ N, 7° 37′ 24″ O | Wohn-/ Wirtschaftsgebäude | Rohziegelbau. Im rechten Winkel zur Scheune errichtet, mit original erhaltenem Wi-Giebel. Wohnteil mit segmentbogigen Fenstern. Eingangstür ersetzt. Um 1910.                 | 35086589 |      |
| Westerlooger Straße 86 53° 31′ 16″ N, 7° 37′ 23″ O | Scheune                   | Lehmbau unter vorgezogenem Walmdach, original erhalten. Rückgiebel mit kleinem Holzanbau. Einfahrtstor ersetzt. Um 1910.                                                      | 35086614 | BW   |

## Tannhausen
| Lage                                           | Bezeichnung     | Beschreibung | ID       | Bild           |
| ---------------------------------------------- | --------------- | --- | -------- | -------------- |
| Am Hünengrab 16 53° 30′ 51″ N, 7° 28′ 15″ O    | Windmühle Meint | Kleinster Erdholländer mit Steert Ostfrieslands. 1867 in Endzetel (Ldkrs. Wittmund) erbaut, 1923 nach Tannenhausen versetzt.                                                      | 35092504 | Weitere Bilder |
| Dornumer Straße 116 53° 32′ 5″ N, 7° 28′ 56″ O | Wohnhaus        | Ehemaliger Sitz des Moorvoigts. Giebelständiger 2-gesch. Roh-ziegelbau unter Krüppelwalmdach. Straßenseitiger Giebel mit Ziegelbehang, gesproßten Fenstern und Eingangstür. 1913. | 35091600 | BW             |
| Forstweg 3 53° 30′ 57″ N, 7° 29′ 58″ O         | Wohnhaus        | 2-gesch. Rohziegelbau auf rechteckigem Grundriss unter Walmdach inmitten eines Gartengrundstückes. Fenster in EG6-Teilig (erneuert), im OG 4-teilig. 1845.                        | 35091626 |                |
| Forstweg 3 53° 30′ 58″ N, 7° 30′ 3″ O          | Garten          | | 35093208 | BW             |
| Hümpelweg 14 53° 31′ 29″ N, 7° 28′ 35″ O       | Gulfhaus        | Freistehender giebelständiger Rohziegelbau unter Krüppelwalmdach. Wi-Teil originale korbbogige Fenster. Wohnteil mit Drempelgeschoss, korbbogige 4-teilige Fenster. Um 1925.      | 35091655 | BW             |
| Ol Streek 27 53° 30′ 43″ N, 7° 28′ 17″ O       | Gulfhaus        | Traufständiger Rohziegelbau unter Krüppelwalmdach, z. T. in Reeteindeckung. Originale Fenster. Um 1800.                                                                           | 35091682 | BW             |
| Stürenburgweg 10 53° 30′ 52″ N, 7° 28′ 30″ O   | Gulfhaus        | In Ortsmitte gelegener Rohziegelbau unter Halbwalmdach in Reetdeckung.1897. Wohnteil 1934 angebaut.                                                                               | 35091709 | BW             |
| Stürenburgweg 10 53° 30′ 52″ N, 7° 28′ 29″ O   | Scheunenanbau   | Giebelseite renoviert. | 35092895 | BW             |

## Walle
| Lage                                             | Bezeichnung                  | Beschreibung | ID       | Bild |
| ------------------------------------------------ | ---------------------------- | --- | -------- | ---- |
| Sandhorster Straße 44 53° 29′ 3″ N, 7° 27′ 58″ O | Wohn-/ Wirtschaftsgebäude    | Rohziegelbau unter Krüppelwalmdach. Wohn- sowie Wirtschaftsteil mit originalen korbbogigen Fenstern. Um 1880. | 35091761 | BW   |
| Sandhorster Straße 45 53° 29′ 1″ N, 7° 27′ 59″ O | Wohn-/ Wirtschaftsgebäude    | Traufständiger Rohziegelbau unter reetgedecktem Krüppelwalmdach. Wi-Teil mit kleinen korbbogigen Fenstern u. Einfahrtstor. Wohnteil ebenfalls korbbogige Fenster. Anfang 19.Jh. | 35091788 | BW   |
| Wallster Loog 53° 28′ 28″ N, 7° 26′ 16″ O        | Kriegerdenkmal               | In einem Eichenhain gelegenes Ehrenmal für die Gefallenen 1870/71. 3 Säulen auf Postament m. mittig aufgesetztem Adler. Weitere Tafeln erinnern an die Gefallenen der Weltkriege.                                                                                                   | 35091814 |      |
| Wallster Loog 68 53° 28′ 38″ N, 7° 26′ 51″ O     | "Brakhuis" (Alte Dorfschule) | Giebelständiger 1-gesch. Rohziegelbau unter Krüppelwalmdach. Zur Straße 8-teilige Fenster, Rückgiebel originale Fenster. 1809 erbaut, 1830 Neubau, vergrößert, 1860 Neubau mit Lehrerwohnung, bis 1892 Schulnutzung, dann Wohnung der Familie Brakhuis, seit 1993 Begegnungsstätte, | 35091836 |      |
| Wallster Postweg 14 53° 28′ 25″ N, 7° 26′ 4″ O   | Wohnhaus                     | An der Straßenbiegung gelegener 1-gesch. traufständiger Putzbau unter ausgebautem Krüppelwalmdach. Anfang 20. Jh. | 35091865 |      |
| Wallster Postweg 14 53° 28′ 26″ N, 7° 26′ 4″ O   | Anbau                        | | 35093441 | BW   |

## Wallinghausen
| Lage                                                          | Bezeichnung                   | Beschreibung | ID       | Bild |
| ------------------------------------------------------------- | ----------------------------- | --- | -------- | ---- |
| Bürgermeister G.-Janssen Straße 1 53° 28′ 22″ N, 7° 30′ 50″ O | Gulfhaus (Dat Wallinghus)     | Traufständiger Rohziegelbau unter reetgedecktem Krüppelwalmdach. Wohl um 1800. Stapelwerk der Hauptscheune 18. Jh.; seltene Reliktkonstruktion.                                    | 35086727 |      |
| Bürgermeister G.-Janssen Straße 1 53° 28′ 22″ N, 7° 30′ 50″ O | Scheune (Dat Wallinghus)      | Traufständiger Ziegelbau unter reetgedecktem Halbwalmdach mit Uhlenloch. Korbbogige Fenster, rückwärtig nahezu quadratische Fenster. Mitte 19. Jh.; Zwillingsscheune zum Gulfhaus. | 35086699 | BW   |
| Bürgermeister G.-Janssen Straße 1 53° 28′ 22″ N, 7° 30′ 51″ O | Waschhaus (Dat Wallinghus)    | | 35088094 | BW   |
| Bürgermeister G.-Janssen Straße 1 53° 28′ 21″ N, 7° 30′ 52″ O | Bauerngarten (Dat Wallinghus) | | 35087885 | BW   |
| Ostgaster Weg 7 53° 28′ 25″ N, 7° 31′ 14″ O                   | Gulfhaus                      | Relativ kleiner Geesthof in Form eines Gulfhauses unter Reetdach. Wohnteil mit Schiebefenster, Innenwände Lehm mit Lehmputz. Butzen u. Türen erhalten. Gekachelte Ofenwand. 1796.  | 35092020 | BW   |
| Wallinghausener Straße 145 53° 28′ 52″ N, 7° 31′ 54″ O        | Gulfhaus                      | Traufständiger Rohziegelbau unter Krüppelwalmdach. Wi-Giebel mit korbbogigen Fenstern u. Ziegelverdachung. Wi-Teil korbbogige 8-teilige Fenster mit Ziegelverdachung. Ende 19. Jh. | 35091920 | BW   |

## Wiesens
| Lage                                            | Bezeichnung                       | Beschreibung | ID                                  | Bild           |
| ----------------------------------------------- | --------------------------------- | --- | ----------------------------------- | -------------- |
| Langfeldweg 84 53° 27′ 12″ N, 7° 33′ 20″ O      | Pfarrhaus                         | | 35086788                            | BW             |
| Langfeldweg 85 53° 27′ 13″ N, 7° 33′ 21″ O      | Wohn-/ Wirtschaftsgebäude         | Rohziegelbau unter reetgedecktem Halbwalmdach mit Uhlenloch. Wi-Teil m. korbbogigen Fenstern, Wohnteil m. Schiebefenstern.1849.                                                                | 35086759                            |                |
| Langfeldweg 53° 27′ 13″ N, 7° 33′ 22″ O         | Tjedestein mit Baumbestand        | Entstanden wohl im Dreißigjährigen Krieg. | / 35087965/1/-/ 35086814 / 35087965 |                |
| Osterfeldstraße 100 53° 27′ 54″ N, 7° 34′ 57″ O | Gulfhaus                          | Rohziegelbau unter reetgedecktem Krüppelwalmdach mit Uhlenloch. Wi-Giebel mit korbbogigen 8-teiligen Fenstern, Wohngiebel mit erneuerten korbbogigen Fenstern. Um 1870.                        | 35086872                            | BW             |
| Osterfeldstraße 100 53° 27′ 54″ N, 7° 34′ 57″ O | Schafstall                        | Rohziegelbau auf annähernd quadratischem Grundriss unter abgewalmter Reetdacheindeckung. Innenkonstruktion erhalten. Gebäude baufällig. Um 1800.                                               | 35086841                            | BW             |
| Roßmüllersweg 53° 27′ 10″ N, 7° 34′ 24″ O       | Schleuse Wiesens (Ems-Jade-Kanal) | Kanalschleuse des Ems-Jade-Kanals. Schleusentore gut erhalten. Drehbare Brücke. Stahlkonstruktion mit flachen befahrbaren Bohlen. Zahnrad auf quadratischem Rohziegelauflage urspr. E. 19. Jh. | 35086898                            | Weitere Bilder |
| Roßmüllersweg 53° 27′ 11″ N, 7° 34′ 26″ O       | Schleusenwärterhaus               | Kleiner Rohziegelbau unter Walmdach mit kleinem Vorbau als Eingang. Um 1950. | 35086925                            |                |
| Wiesenser Straße 30 53° 27′ 12″ N, 7° 33′ 22″ O | Kriegerdenkmal                    | Zu Ehren der Gefallenen der beiden Weltkriege im Vorgarten des Friedhofs. | 35086951                            |                |
| Wiesenser Straße 32 53° 27′ 9″ N, 7° 33′ 21″ O  | Johannes-der-Täufer-Kirche        | 2-gesch. Rohziegelbau auf rechteckigem Grundriss m. Ostapsis. Rundbogen-Blendfenster im EG, gemusterte Ziegelsetzung im OG. Im Kern wohl 13.Jh.                                                | 35086974                            | Weitere Bilder |
| Wiesenser Straße 32 53° 27′ 9″ N, 7° 33′ 22″ O  | Glockenturm                       | 2-gesch. wuchtiger Rohziegelbau auf annähernd quadratischem Grundriss unter Satteldach | 35087001                            | Weitere Bilder |